# Liste der Baudenkmale in Südstadt-Bult
Die Liste der Baudenkmale in Südstadt-Bult enthält die Baudenkmale der hannoverschen Stadtteile Bult und Südstadt. Die Einträge in der Liste basieren überwiegend auf einer Liste des Amtes für Denkmalschutz aus dem Jahr 1985 und sind im Einzelfall zu überprüfen.

## Bult

### Baudenkmalgruppen Bult

#### Baudenkmalgruppe Brehmstraße / Brehmhof / Robert-Koch-Platz
Die Baudenkmalgruppe Brehmstraße / Brehmhof / Robert-Koch-Platz ist unter der ID 30591362 im Denkmalatlas des Landes Niedersachsen eingetragen und nach § 3 (3) Niedersächsisches Denkmalschutzgesetz geschützt.

| Lage                                                   | Bezeichnung | Beschreibung                                                               | ID       | Bild |
| ------------------------------------------------------ | ----------- | -------------------------------------------------------------------------- | -------- | ---- |
| Bult, Bischofsholer Damm 34 52° 22′ 2″ N, 9° 45′ 56″ O | Wohnhaus    | denkmalgeschütztes Wohngebäude Geschützt nach § 3 (2) Einzeldenkmal NDSchG | 30712062 |      |
| Bult, Brehmstraße 1 52° 22′ 2″ N, 9° 45′ 56″ O         | Wohnhaus    | denkmalgeschütztes Wohngebäude Geschützt nach § 3 (2) Einzeldenkmal NDSchG | 30712531 |      |
| Bult, Brehmstraße 3 52° 22′ 1″ N, 9° 45′ 56″ O         | Wohnhaus    | denkmalgeschütztes Wohngebäude Geschützt nach § 3 (2) Einzeldenkmal NDSchG | 30712509 |      |
| Bult, Brehmstraße 5 52° 22′ 1″ N, 9° 45′ 56″ O         | Wohnhaus    | denkmalgeschütztes Wohngebäude Geschützt nach § 3 (2) Einzeldenkmal NDSchG | 30712487 |      |
| Bult, Brehmstraße 7 52° 22′ 0″ N, 9° 45′ 56″ O         | Wohnhaus    | denkmalgeschütztes Wohngebäude Geschützt nach § 3 (2) Einzeldenkmal NDSchG | 30712465 |      |
| Bult, Brehmstraße 9 52° 22′ 0″ N, 9° 45′ 56″ O         | Wohnhaus    | denkmalgeschütztes Wohngebäude Geschützt nach § 3 (2) Einzeldenkmal NDSchG | 30712443 |      |
| Bult, Brehmstraße 11 52° 22′ 0″ N, 9° 45′ 57″ O        | Wohnhaus    | denkmalgeschütztes Wohngebäude Geschützt nach § 3 (2) Einzeldenkmal NDSchG | 30712398 |      |
| Bult, Brehmstraße 13 52° 21′ 59″ N, 9° 45′ 57″ O       | Wohnhaus    | denkmalgeschütztes Wohngebäude Geschützt nach § 3 (2) Einzeldenkmal NDSchG | 30712353 |      |
| Bult, Brehmstraße 15 52° 21′ 59″ N, 9° 45′ 57″ O       | Wohnhaus    | denkmalgeschütztes Wohngebäude Geschützt nach § 3 (2) Einzeldenkmal NDSchG | 30712308 |      |
| Bult, Brehmstraße 17 52° 21′ 59″ N, 9° 45′ 57″ O       | Wohnhaus    | denkmalgeschütztes Wohngebäude Geschützt nach § 3 (2) Einzeldenkmal NDSchG | 30712285 |      |
| Bult, Brehmstraße 17A 52° 21′ 59″ N, 9° 45′ 57″ O      | Wohnhaus    | denkmalgeschütztes Wohngebäude Geschützt nach § 3 (2) Einzeldenkmal NDSchG | 30712263 |      |
| Bult, Brehmstraße 19 52° 21′ 58″ N, 9° 45′ 57″ O       | Wohnhaus    | denkmalgeschütztes Wohngebäude Geschützt nach § 3 (2) Einzeldenkmal NDSchG | 30712218 |      |
| Bult, Brehmstraße 21 52° 21′ 58″ N, 9° 45′ 58″ O       | Wohnhaus    | denkmalgeschütztes Wohngebäude Geschützt nach § 3 (2) Einzeldenkmal NDSchG | 30712173 |      |
| Bult, Brehmstraße 23 52° 21′ 58″ N, 9° 45′ 58″ O       | Wohnhaus    | denkmalgeschütztes Wohngebäude Geschützt nach § 3 (2) Einzeldenkmal NDSchG | 30712128 |      |
| Bult, Brehmstraße 24 52° 21′ 59″ N, 9° 45′ 55″ O       | Wohnhaus    | denkmalgeschütztes Wohngebäude Geschützt nach § 3 (2) Einzeldenkmal NDSchG | 30712106 |      |
| Bult, Brehmstraße 25 52° 21′ 57″ N, 9° 45′ 58″ O       | Wohnhaus    | denkmalgeschütztes Wohngebäude Geschützt nach § 3 (2) Einzeldenkmal NDSchG | 30712040 |      |
| Bult, Brehmstraße 26 52° 21′ 59″ N, 9° 45′ 55″ O       | Wohnhaus    | denkmalgeschütztes Wohngebäude Geschützt nach § 3 (2) Einzeldenkmal NDSchG | 30712018 |      |
| Bult, Brehmstraße 27 52° 21′ 57″ N, 9° 45′ 58″ O       | Wohnhaus    | denkmalgeschütztes Wohngebäude Geschützt nach § 3 (2) Einzeldenkmal NDSchG | 30711996 |      |
| Bult, Brehmstraße 28 52° 21′ 58″ N, 9° 45′ 55″ O       | Wohnhaus    | denkmalgeschütztes Wohngebäude Geschützt nach § 3 (2) Einzeldenkmal NDSchG | 30711974 |      |
| Bult, Brehmstraße 29 52° 21′ 56″ N, 9° 45′ 59″ O       | Wohnhaus    | denkmalgeschütztes Wohngebäude Geschützt nach § 3 (2) Einzeldenkmal NDSchG | 30711952 |      |
| Bult, Brehmstraße 30 52° 21′ 58″ N, 9° 45′ 55″ O       | Wohnhaus    | denkmalgeschütztes Wohngebäude Geschützt nach § 3 (2) Einzeldenkmal NDSchG | 30711930 |      |
| Bult, Brehmstraße 31 52° 21′ 54″ N, 9° 46′ 0″ O        | Wohnhaus    | denkmalgeschütztes Wohngebäude Geschützt nach § 3 (2) Einzeldenkmal NDSchG | 30711908 |      |
| Bult, Brehmstraße 32 52° 21′ 57″ N, 9° 45′ 56″ O       | Wohnhaus    | denkmalgeschütztes Wohngebäude Geschützt nach § 3 (2) Einzeldenkmal NDSchG | 30711886 |      |
| Bult, Brehmstraße 33 52° 21′ 54″ N, 9° 46′ 0″ O        | Wohnhaus    | denkmalgeschütztes Wohngebäude Geschützt nach § 3 (2) Einzeldenkmal NDSchG | 30711864 |      |
| Bult, Brehmstraße 34 52° 21′ 57″ N, 9° 45′ 56″ O       | Wohnhaus    | denkmalgeschütztes Wohngebäude Geschützt nach § 3 (2) Einzeldenkmal NDSchG | 30711006 |      |
| Bult, Brehmstraße 35 52° 21′ 54″ N, 9° 46′ 0″ O        | Wohnhaus    | denkmalgeschütztes Wohngebäude Geschützt nach § 3 (2) Einzeldenkmal NDSchG | 30710984 |      |
| Bult, Brehmstraße 36 52° 21′ 57″ N, 9° 45′ 56″ O       | Wohnhaus    | denkmalgeschütztes Wohngebäude Geschützt nach § 3 (2) Einzeldenkmal NDSchG | 30591362 |      |
| Bult, Brehmstraße 37 52° 21′ 53″ N, 9° 46′ 0″ O        | Wohnhaus    | denkmalgeschütztes Wohngebäude Geschützt nach § 3 (2) Einzeldenkmal NDSchG | 30710940 |      |
| Bult, Brehmstraße 38 52° 21′ 56″ N, 9° 45′ 56″ O       | Wohnhaus    | denkmalgeschütztes Wohngebäude Geschützt nach § 3 (2) Einzeldenkmal NDSchG | 30710918 |      |
| Bult, Brehmstraße 39 52° 21′ 53″ N, 9° 46′ 0″ O        | Wohnhaus    | denkmalgeschütztes Wohngebäude Geschützt nach § 3 (2) Einzeldenkmal NDSchG | 30711424 |      |
| Bult, Brehmstraße 40 52° 21′ 56″ N, 9° 45′ 56″ O       | Wohnhaus    | denkmalgeschütztes Wohngebäude Geschützt nach § 3 (2) Einzeldenkmal NDSchG | 30711402 |      |
| Bult, Brehmstraße 41 52° 21′ 52″ N, 9° 46′ 1″ O        | Wohnhaus    | denkmalgeschütztes Wohngebäude Geschützt nach § 3 (2) Einzeldenkmal NDSchG | 30711380 |      |
| Bult, Brehmstraße 42 52° 21′ 56″ N, 9° 45′ 57″ O       | Wohnhaus    | denkmalgeschütztes Wohngebäude Geschützt nach § 3 (2) Einzeldenkmal NDSchG | 30711358 |      |
| Bult, Brehmstraße 43 52° 21′ 52″ N, 9° 46′ 1″ O        | Wohnhaus    | denkmalgeschütztes Wohngebäude Geschützt nach § 3 (2) Einzeldenkmal NDSchG | 30711336 |      |
| Bult, Brehmstraße 44 52° 21′ 55″ N, 9° 45′ 57″ O       | Wohnhaus    | denkmalgeschütztes Wohngebäude Geschützt nach § 3 (2) Einzeldenkmal NDSchG | 30711314 |      |
| Bult, Brehmstraße 45 52° 21′ 52″ N, 9° 46′ 1″ O        | Wohnhaus    | denkmalgeschütztes Wohngebäude Geschützt nach § 3 (2) Einzeldenkmal NDSchG | 30711292 |      |
| Bult, Brehmstraße 46 52° 21′ 55″ N, 9° 45′ 57″ O       | Wohnhaus    | denkmalgeschütztes Wohngebäude Geschützt nach § 3 (2) Einzeldenkmal NDSchG | 30711270 |      |
| Bult, Brehmstraße 47 52° 21′ 52″ N, 9° 46′ 1″ O        | Wohnhaus    | denkmalgeschütztes Wohngebäude Geschützt nach § 3 (2) Einzeldenkmal NDSchG | 30711248 |      |
| Bult, Brehmstraße 48 52° 21′ 55″ N, 9° 45′ 57″ O       | Wohnhaus    | denkmalgeschütztes Wohngebäude Geschützt nach § 3 (2) Einzeldenkmal NDSchG | 30711226 |      |
| Bult, Brehmstraße 49 52° 21′ 51″ N, 9° 46′ 1″ O        | Wohnhaus    | denkmalgeschütztes Wohngebäude Geschützt nach § 3 (2) Einzeldenkmal NDSchG | 30711204 |      |
| Bult, Brehmstraße 50 52° 21′ 54″ N, 9° 45′ 57″ O       | Wohnhaus    | denkmalgeschütztes Wohngebäude Geschützt nach § 3 (2) Einzeldenkmal NDSchG | 30711182 |      |
| Bult, Brehmstraße 52 52° 21′ 54″ N, 9° 45′ 58″ O       | Wohnhaus    | denkmalgeschütztes Wohngebäude Geschützt nach § 3 (2) Einzeldenkmal NDSchG | 30711160 |      |
| Bult, Brehmstraße 54 52° 21′ 53″ N, 9° 45′ 58″ O       | Wohnhaus    | denkmalgeschütztes Wohngebäude Geschützt nach § 3 (2) Einzeldenkmal NDSchG | 30711138 |      |
| Bult, Brehmstraße 56 52° 21′ 53″ N, 9° 45′ 58″ O       | Wohnhaus    | denkmalgeschütztes Wohngebäude Geschützt nach § 3 (2) Einzeldenkmal NDSchG | 30711116 |      |
| Bult, Brehmstraße 58 52° 21′ 53″ N, 9° 45′ 58″ O       | Wohnhaus    | denkmalgeschütztes Wohngebäude Geschützt nach § 3 (2) Einzeldenkmal NDSchG | 30711094 |      |
| Bult, Brehmstraße 60 52° 21′ 52″ N, 9° 45′ 58″ O       | Wohnhaus    | denkmalgeschütztes Wohngebäude Geschützt nach § 3 (2) Einzeldenkmal NDSchG | 30711072 |      |
| Bult, Brehmstraße 62 52° 21′ 52″ N, 9° 45′ 59″ O       | Wohnhaus    | denkmalgeschütztes Wohngebäude Geschützt nach § 3 (2) Einzeldenkmal NDSchG | 30711050 |      |
| Bult, Brehmstraße 64 52° 21′ 52″ N, 9° 45′ 59″ O       | Wohnhaus    | denkmalgeschütztes Wohngebäude Geschützt nach § 3 (2) Einzeldenkmal NDSchG | 30711028 |      |
| Bult, Brehmstraße 66 52° 21′ 51″ N, 9° 45′ 59″ O       | Wohnhaus    | denkmalgeschütztes Wohngebäude Geschützt nach § 3 (2) Einzeldenkmal NDSchG | 30710874 |      |
| Bult, Brehmstraße 68 52° 21′ 51″ N, 9° 45′ 59″ O       | Wohnhaus    | denkmalgeschütztes Wohngebäude Geschützt nach § 3 (2) Einzeldenkmal NDSchG | 30710852 |      |
| Bult, Brehmstraße 70 52° 21′ 51″ N, 9° 45′ 59″ O       | Wohnhaus    | denkmalgeschütztes Wohngebäude Geschützt nach § 3 (2) Einzeldenkmal NDSchG | 30710830 |      |
| Bult, Brehmstraße 72 52° 21′ 50″ N, 9° 46′ 0″ O        | Wohnhaus    | denkmalgeschütztes Wohngebäude Geschützt nach § 3 (2) Einzeldenkmal NDSchG | 30710808 |      |
| Bult, Brehmstraße 74 52° 21′ 50″ N, 9° 46′ 0″ O        | Wohnhaus    | denkmalgeschütztes Wohngebäude Geschützt nach § 3 (2) Einzeldenkmal NDSchG | 30710786 |      |
| Bult, Brehmstraße 76 52° 21′ 49″ N, 9° 46′ 0″ O        | Wohnhaus    | denkmalgeschütztes Wohngebäude Geschützt nach § 3 (2) Einzeldenkmal NDSchG | 30710764 |      |
| Bult, Brehmstraße 78 52° 21′ 49″ N, 9° 46′ 0″ O        | Wohnhaus    | denkmalgeschütztes Wohngebäude Geschützt nach § 3 (2) Einzeldenkmal NDSchG | 30710742 |      |
| Bult, Brehmhof 1 52° 21′ 56″ N, 9° 45′ 59″ O           | Wohnhaus    | denkmalgeschütztes Wohngebäude Geschützt nach § 3 (2) Einzeldenkmal NDSchG | 30712084 |      |
| Bult, Brehmhof 2 52° 21′ 55″ N, 9° 46′ 0″ O            | Wohnhaus    | denkmalgeschütztes Wohngebäude Geschützt nach § 3 (2) Einzeldenkmal NDSchG | 30710896 |      |
| Bult, Brehmhof 3 52° 21′ 56″ N, 9° 46′ 0″ O            | Wohnhaus    | denkmalgeschütztes Wohngebäude Geschützt nach § 3 (2) Einzeldenkmal NDSchG | 30711842 |      |
| Bult, Brehmhof 4 52° 21′ 55″ N, 9° 46′ 1″ O            | Wohnhaus    | denkmalgeschütztes Wohngebäude Geschützt nach § 3 (2) Einzeldenkmal NDSchG | 30711820 |      |
| Bult, Brehmhof 5 52° 21′ 57″ N, 9° 46′ 1″ O            | Wohnhaus    | denkmalgeschütztes Wohngebäude Geschützt nach § 3 (2) Einzeldenkmal NDSchG | 30711798 |      |
| Bult, Brehmhof 6 52° 21′ 55″ N, 9° 46′ 2″ O            | Wohnhaus    | denkmalgeschütztes Wohngebäude Geschützt nach § 3 (2) Einzeldenkmal NDSchG | 30711776 |      |
| Bult, Brehmhof 7 52° 21′ 57″ N, 9° 46′ 1″ O            | Wohnhaus    | denkmalgeschütztes Wohngebäude Geschützt nach § 3 (2) Einzeldenkmal NDSchG | 30711754 |      |
| Bult, Brehmhof 8 52° 21′ 55″ N, 9° 46′ 2″ O            | Wohnhaus    | denkmalgeschütztes Wohngebäude Geschützt nach § 3 (2) Einzeldenkmal NDSchG | 30711732 |      |
| Bult, Brehmhof 9 52° 21′ 57″ N, 9° 46′ 2″ O            | Wohnhaus    | denkmalgeschütztes Wohngebäude Geschützt nach § 3 (2) Einzeldenkmal NDSchG | 30711710 |      |
| Bult, Brehmhof 10 52° 21′ 55″ N, 9° 46′ 3″ O           | Wohnhaus    | denkmalgeschütztes Wohngebäude Geschützt nach § 3 (2) Einzeldenkmal NDSchG | 30711688 |      |
| Bult, Brehmhof 11 52° 21′ 57″ N, 9° 46′ 2″ O           | Wohnhaus    | denkmalgeschütztes Wohngebäude Geschützt nach § 3 (2) Einzeldenkmal NDSchG | 30711666 |      |
| Bult, Brehmhof 12 52° 21′ 55″ N, 9° 46′ 3″ O           | Wohnhaus    | denkmalgeschütztes Wohngebäude Geschützt nach § 3 (2) Einzeldenkmal NDSchG | 30711644 |      |
| Bult, Brehmhof 13 52° 21′ 57″ N, 9° 46′ 2″ O           | Wohnhaus    | denkmalgeschütztes Wohngebäude Geschützt nach § 3 (2) Einzeldenkmal NDSchG | 30711622 |      |
| Bult, Brehmhof 14 52° 21′ 55″ N, 9° 46′ 4″ O           | Wohnhaus    | denkmalgeschütztes Wohngebäude Geschützt nach § 3 (2) Einzeldenkmal NDSchG | 30711578 |      |
| Bult, Brehmhof 15 52° 21′ 57″ N, 9° 46′ 3″ O           | Wohnhaus    | denkmalgeschütztes Wohngebäude Geschützt nach § 3 (2) Einzeldenkmal NDSchG | 30711600 |      |
| Bult, Brehmhof 17 52° 21′ 57″ N, 9° 46′ 3″ O           | Wohnhaus    | denkmalgeschütztes Wohngebäude Geschützt nach § 3 (2) Einzeldenkmal NDSchG | 30711556 |      |
| Bult, Brehmhof 18 52° 21′ 56″ N, 9° 46′ 4″ O           | Wohnhaus    | denkmalgeschütztes Wohngebäude Geschützt nach § 3 (2) Einzeldenkmal NDSchG | 30711534 |      |
| Bult, Brehmhof 19 52° 21′ 57″ N, 9° 46′ 3″ O           | Wohnhaus    | denkmalgeschütztes Wohngebäude Geschützt nach § 3 (2) Einzeldenkmal NDSchG | 30711512 |      |
| Bult, Brehmhof 20 52° 21′ 56″ N, 9° 46′ 4″ O           | Wohnhaus    | denkmalgeschütztes Wohngebäude Geschützt nach § 3 (2) Einzeldenkmal NDSchG | 30711490 |      |
| Bult, Brehmhof 21 52° 21′ 57″ N, 9° 46′ 4″ O           | Wohnhaus    | denkmalgeschütztes Wohngebäude Geschützt nach § 3 (2) Einzeldenkmal NDSchG | 30711468 |      |
| Bult, Brehmhof 22 52° 21′ 56″ N, 9° 46′ 4″ O           | Wohnhaus    | denkmalgeschütztes Wohngebäude Geschützt nach § 3 (2) Einzeldenkmal NDSchG | 30711446 |      |
| Bult, Brehmhof 23 52° 21′ 56″ N, 9° 46′ 4″ O           | Wohnhaus    | denkmalgeschütztes Wohngebäude Geschützt nach § 3 (2) Einzeldenkmal NDSchG | 30712575 |      |
| Bult, Brehmhof 24 52° 21′ 56″ N, 9° 46′ 4″ O           | Wohnhaus    | denkmalgeschütztes Wohngebäude Geschützt nach § 3 (2) Einzeldenkmal NDSchG | 30712553 |      |
| Bult, Robert-Koch-Platz 1 52° 21′ 51″ N, 9° 46′ 1″ O   | Wohnhaus    | denkmalgeschütztes Wohngebäude Geschützt nach § 3 (2) Einzeldenkmal NDSchG | 30710697 |      |
| Bult, Robert-Koch-Platz 2 52° 21′ 51″ N, 9° 46′ 2″ O   | Wohnhaus    | denkmalgeschütztes Wohngebäude Geschützt nach § 3 (2) Einzeldenkmal NDSchG | 30710675 |      |
| Bult, Robert-Koch-Platz 3 52° 21′ 51″ N, 9° 46′ 2″ O   | Wohnhaus    | denkmalgeschütztes Wohngebäude Geschützt nach § 3 (2) Einzeldenkmal NDSchG | 30710653 |      |
| Bult, Robert-Koch-Platz 4 52° 21′ 50″ N, 9° 46′ 4″ O   | Wohnhaus    | denkmalgeschütztes Wohngebäude Geschützt nach § 3 (2) Einzeldenkmal NDSchG | 30710631 |      |
| Bult, Robert-Koch-Platz 5 52° 21′ 50″ N, 9° 46′ 4″ O   | Wohnhaus    | denkmalgeschütztes Wohngebäude Geschützt nach § 3 (2) Einzeldenkmal NDSchG | 30710567 |      |
| Bult, Robert-Koch-Platz 6 52° 21′ 49″ N, 9° 46′ 4″ O   | Wohnhaus    | denkmalgeschütztes Wohngebäude Geschützt nach § 3 (2) Einzeldenkmal NDSchG | 30712847 |      |
| Bult, Robert-Koch-Platz 7 52° 21′ 49″ N, 9° 46′ 5″ O   | Wohnhaus    | denkmalgeschütztes Wohngebäude Geschützt nach § 3 (2) Einzeldenkmal NDSchG | 30712869 |      |
| Bult, Robert-Koch-Platz 8 52° 21′ 49″ N, 9° 46′ 5″ O   | Wohnhaus    | denkmalgeschütztes Wohngebäude Geschützt nach § 3 (2) Einzeldenkmal NDSchG | 30712825 |      |
| Bult, Robert-Koch-Platz 9 52° 21′ 49″ N, 9° 46′ 5″ O   | Wohnhaus    | denkmalgeschütztes Wohngebäude Geschützt nach § 3 (2) Einzeldenkmal NDSchG | 30712803 |      |

| Lage                                                 | Bezeichnung                            | Beschreibung | ID | Bild |
| ---------------------------------------------------- | -------------------------------------- | --- | -- | ---- |
| Heiligengeiststraße 20 52° 22′ 4″ N, 9° 46′ 6″ O     | Stift zum Heiligen Geist               | Im Ensemble mit von Sodenkloster/Ratskloster, Schwesternhausstraße 9, 9a. Erbaut 1892–1895 nach Plänen von Karl Börgemann. |    |      |
| Schwesternhausstraße 9, 9a 52° 22′ 6″ N, 9° 46′ 6″ O | von Sodenkloster/Ratskloster           | Im Ensemble mit Stift zum Heiligen Geist, Heiligengeiststraße 20. Erbaut 1892–1895 nach Plänen von Karl Börgemann.         |    |      |
| Bischofsholer Damm 15 52° 22′ 8″ N, 9° 45′ 56″ O     | Apotheke der Tierärztlichen Hochschule | [ 1 ] |    |      |
| Hans-Böckler-Allee 18 52° 22′ 13″ N, 9° 46′ 12″ O    | Kurt-Schumacher-Kaserne                | 1. Panzerdivision, Landeskommando Niedersachsen                                                                            |    |      |

### Einzeldenkmale Bult
| Lage                                                                          | Bezeichnung                                               | Beschreibung | ID       | Bild           |
| ----------------------------------------------------------------------------- | --------------------------------------------------------- | --- | -------- | -------------- |
| Bult, Bischofsholer Damm 15, Braunschweiger Platz 52° 22′ 12″ N, 9° 45′ 48″ O | Ehrenmal für die Toten des Veterinärdienstes 1939-1945    | denkmalgeschütztes Ehrenmal Geschützt nach § 3 (2) Einzeldenkmal NDSchG | 30713019 | Weitere Bilder |
| Bult, Bischofsholer Damm 15, Braunschweiger Platz 52° 22′ 12″ N, 9° 45′ 48″ O | Kersting-Denkmal                                          | denkmalgeschütztes Ehrenmal zur Erinnerung an Johann Adam Kersting Geschützt nach § 3 (2) Einzeldenkmal NDSchG                                                                           | 30713328 |                |
| Bult, Bischofsholer Damm 15 52° 22′ 4″ N, 9° 46′ 2″ O                         | Physiologisches Institut der Tierärztlichen Hochschule    | denkmalgeschütztes Hochschulgebäude Geschützt nach § 3 (2) Einzeldenkmal NDSchG | 30713265 | BW             |
| Bult, Bischofsholer Damm 15 52° 22′ 7″ N, 9° 45′ 53″ O                        | Richard-Götze-Haus                                        | denkmalgeschütztes Hochschulgebäude, Rinderklinik der Tierärztlichen Hochschule Geschützt nach § 3 (2) Einzeldenkmal NDSchG                                                              | 30713288 |                |
| Bult, Bultstraße 52° 22′ 23″ N, 9° 45′ 30″ O                                  | Eisenbahnbrücke Bultstraße                                | denkmalgeschützte Eisenbahnbrücke Geschützt nach § 3 (2) Einzeldenkmal NDSchG | 30713040 | Weitere Bilder |
| Bult, Bultstraße 16 52° 22′ 21″ N, 9° 45′ 28″ O                               | Lokschuppen                                               | denkmalgeschützter Lokschuppen Geschützt nach § 3 (2) Einzeldenkmal NDSchG | 30713109 | Weitere Bilder |
| Bult, Haeckelstraße 8 52° 22′ 4″ N, 9° 46′ 17″ O                              | Synagoge in der Haeckelstrasse                            | denkmalgeschützte Synagoge Geschützt nach § 3 (2) Einzeldenkmal NDSchG | 30713200 | Weitere Bilder |
| Bult, Hans-Böckler-Allee 20 52° 22′ 14″ N, 9° 46′ 24″ O                       | Verwaltung und Zentrallabor Kali-Chemie AG (heute Solvay) | denkmalgeschützter Verwaltungskomplex, 1950/51 nach Plänen von Ernst Zinsser erbaut Geschützt nach § 3 (2) Einzeldenkmal NDSchG                                                          | 30710606 |                |
| Bult, Heiligengeiststraße 1 52° 22′ 2″ N, 9° 46′ 3″ O                         | Willy Täger Haus                                          | denkmalgeschütztes Wohngebäude Geschützt nach § 3 (2) Einzeldenkmal NDSchG | 30713180 | Weitere Bilder |
| Bult, Heiligengeiststraße 11 52° 22′ 2″ N, 9° 46′ 9″ O                        |                                                           | denkmalgeschütztes Wohngebäude Geschützt nach § 3 (2) Einzeldenkmal NDSchG | 30713061 |                |
| Bult, Heiligengeiststraße 13 52° 22′ 2″ N, 9° 46′ 10″ O                       |                                                           | denkmalgeschütztes Wohngebäude Geschützt nach § 3 (2) Einzeldenkmal NDSchG | 30713085 |                |
| Bult, Plathnerstraße 52° 22′ 21″ N, 9° 45′ 41″ O                              | Eisenbahnbrücke Plathnerstraße                            | denkmalgeschützte Eisenbahnbrücke Geschützt nach § 3 (2) Einzeldenkmal NDSchG | 30713159 |                |
| Robert-Koch-Platz 10 52° 21′ 47″ N, 9° 46′ 2″ O                               | Turnhalle und Mensa der Tierärztliche Hochschule Hannover | . Errichtet 1930 nach Plänen von Franz Erich Kassbaum und Karl Grabenhorst. Geschützt nach § 3 (2) Einzeldenkmal NDSchG                                                                  | 30712597 | Weitere Bilder |
| Bult, Schwesternhausstraße 10 52° 22′ 9″ N, 9° 46′ 4″ O                       | Schwesternhaus Hannover                                   | denkmalgeschütztes Wohnheim, errichtet 1896/97 nach Plänen von Emil Lorenz und Christoph Hehl, heute ein selbstverwaltetes Studentenwohnheim Geschützt nach § 3 (2) Einzeldenkmal NDSchG | 30713136 | Weitere Bilder |
| Bult, Seligmannallee 1 52° 22′ 6″ N, 9° 46′ 29″ O                             | ehem. Direktionsgebäude des Schlachthofs                  | denkmalgeschütztes Verwaltungsgebäude Geschützt nach § 3 (2) Einzeldenkmal NDSchG | 30712968 |                |

## Südstadt

### Baudenkmalgruppen Südstadt

#### Baudenkmalgruppe Wohnhäuser Aegidiendamm / Maschstraße
Die Baudenkmalgruppe Wohnhäuser Aegidiendamm / Maschstraße ist unter der ID 30591132 im Denkmalatlas des Landes Niedersachsen eingetragen und nach § 3 (3) Niedersächsisches Denkmalschutzgesetz geschützt.

| Lage                                                | Bezeichnung      | Beschreibung                                                                    | ID       | Bild |
| --------------------------------------------------- | ---------------- | ------------------------------------------------------------------------------- | -------- | ---- |
| Südstadt, Aegidiendamm 7 52° 22′ 2″ N, 9° 44′ 37″ O | Mehrfamilienhaus | denkmalgeschütztes Mehrfamilienhaus Geschützt nach § 3 (2) Einzeldenkmal NDSchG | 30809091 |      |
| Südstadt, Aegidiendamm 8 52° 22′ 2″ N, 9° 44′ 36″ O | Mehrfamilienhaus | denkmalgeschütztes Mehrfamilienhaus Geschützt nach § 3 (2) Einzeldenkmal NDSchG | 30809112 |      |
| Südstadt, Aegidiendamm 9 52° 22′ 1″ N, 9° 44′ 35″ O | Mehrfamilienhaus | denkmalgeschütztes Mehrfamilienhaus Geschützt nach § 3 (2) Einzeldenkmal NDSchG | 30809133 |      |
| Südstadt, Maschstraße 9 52° 22′ 1″ N, 9° 44′ 34″ O  | Mehrfamilienhaus | denkmalgeschütztes Mehrfamilienhaus Geschützt nach § 3 (2) Einzeldenkmal NDSchG | 30809174 |      |
| Südstadt, Maschstraße 7 52° 22′ 2″ N, 9° 44′ 34″ O  | Mehrfamilienhaus | denkmalgeschütztes Mehrfamilienhaus Geschützt nach § 3 (2) Einzeldenkmal NDSchG | 30809153 |      |

#### Baudenkmalgruppe Wohnhäuser Alte Döhrener Straße 56–60
Die Baudenkmalgruppe Wohnhäuser Alte Döhrener Straße 56–60 ist unter der ID 30591142 im Denkmalatlas des Landes Niedersachsen eingetragen und nach § 3 (2) Niedersächsisches Denkmalschutzgesetz geschützt.

| Lage                                                         | Bezeichnung          | Beschreibung                                                           | ID       | Bild           |
| ------------------------------------------------------------ | -------------------- | ---------------------------------------------------------------------- | -------- | -------------- |
| Südstadt, Alte Döhrener Straße 56 52° 21′ 24″ N, 9° 45′ 2″ O | Mehrfamilienwohnhaus | denkmalgeschütztes Gebäude Geschützt nach § 3 (2) Einzeldenkmal NDSchG | 30809195 | Weitere Bilder |
| Südstadt, Alte Döhrener Straße 58 52° 21′ 24″ N, 9° 45′ 2″ O | Mehrfamilienwohnhaus | denkmalgeschütztes Gebäude Geschützt nach § 3 (2) Einzeldenkmal NDSchG | 30809216 | Weitere Bilder |
| Südstadt, Alte Döhrener Straße 60 52° 21′ 24″ N, 9° 45′ 3″ O | Mehrfamilienwohnhaus | denkmalgeschütztes Gebäude Geschützt nach § 3 (2) Einzeldenkmal NDSchG | 30809237 | Weitere Bilder |

#### Baudenkmalgruppe Wohnhäuser Am Maschpark 3
Die Baudenkmalgruppe Wohnhäuser Am Maschpark 3 ist unter der ID 30591132 im Denkmalatlas des Landes Niedersachsen eingetragen und nach § 3 (3) Niedersächsisches Denkmalschutzgesetz geschützt.

| Lage                                                           | Bezeichnung                 | Beschreibung                                                                                                | ID       | Bild |
| -------------------------------------------------------------- | --------------------------- | --- | -------- | ---- |
| Südstadt, Willy-Brandt-Allee 3 52° 22′ 0″ N, 9° 44′ 25″ O      | ehem. Wohnhaus, heute Hotel | denkmalgeschütztes Wohnhaus, nach Umbau heute als Hotel genutzt Geschützt nach § 3 (2) Einzeldenkmal NDSchG | 30812036 |      |
| Südstadt, Langensalzastraße 1 52° 21′ 59″ N, 9° 44′ 26″ O      | Mehrfamilienhaus            | denkmalgeschütztes Mehrfamilienhaus Geschützt nach § 3 (2) Einzeldenkmal NDSchG                             | 30812036 |      |
| Südstadt, Langensalzastraße 1a 52° 21′ 59″ N, 9° 44′ 26″ O     | Mehrfamilienhaus            | denkmalgeschütztes Mehrfamilienhaus Geschützt nach § 3 (2) Einzeldenkmal NDSchG                             | 30812098 |      |
| Südstadt, Langensalzastraße 3 52° 21′ 59″ N, 9° 44′ 27″ O      | Mehrfamilienhaus            | denkmalgeschütztes Mehrfamilienhaus Geschützt nach § 3 (2) Einzeldenkmal NDSchG                             | 30812119 |      |
| Südstadt, Langensalzastraße 5 52° 21′ 59″ N, 9° 44′ 27″ O      | Mehrfamilienhaus            | denkmalgeschütztes Mehrfamilienhaus Geschützt nach § 3 (2) Einzeldenkmal NDSchG                             | 30812141 |      |
| Südstadt, Heinrich-Kümmel-Straße 1 52° 21′ 59″ N, 9° 44′ 28″ O | Mehrfamilienhaus            | denkmalgeschütztes Mehrfamilienhaus Geschützt nach § 3 (2) Einzeldenkmal NDSchG                             | 30812057 |      |

#### Baudenkmalgruppe Wohnhäuser An der Tiefenriede 18–26
Die Baudenkmalgruppe Wohnhäuser An der Tiefenriede 18–26 ist unter der ID 30591192 im Denkmalatlas des Landes Niedersachsen eingetragen und nach § 3 (2) Niedersächsisches Denkmalschutzgesetz geschützt.

| Lage                                                             | Bezeichnung          | Beschreibung                                                           | ID       | Bild           |
| ---------------------------------------------------------------- | -------------------- | ---------------------------------------------------------------------- | -------- | -------------- |
| Südstadt, An der Tiefenriede 18 52° 21′ 28″ N, 9° 45′ 28″ O      | Mehrfamilienwohnhaus | denkmalgeschütztes Gebäude Geschützt nach § 3 (2) Einzeldenkmal NDSchG | 30812162 |                |
| Südstadt, An der Tiefenriede 20 52° 21′ 27″ N, 9° 45′ 28″ O      | Mehrfamilienwohnhaus | denkmalgeschütztes Gebäude Geschützt nach § 3 (2) Einzeldenkmal NDSchG | 30812182 |                |
| Südstadt, An der Tiefenriede 22 52° 21′ 27″ N, 9° 45′ 27″ O      | Mehrfamilienwohnhaus | denkmalgeschütztes Gebäude Geschützt nach § 3 (2) Einzeldenkmal NDSchG | 30812202 |                |
| Südstadt, An der Tiefenriede 24 52° 21′ 26″ N, 9° 45′ 27″ O      | Mehrfamilienwohnhaus | denkmalgeschütztes Gebäude Geschützt nach § 3 (2) Einzeldenkmal NDSchG | 30812222 |                |
| Südstadt, An der Tiefenriede 26 52° 21′ 26″ N, 9° 45′ 27″ O      | Mehrfamilienwohnhaus | denkmalgeschütztes Gebäude Geschützt nach § 3 (2) Einzeldenkmal NDSchG | 30812242 |                |
| Südstadt, Engelhardstraße 1 52° 21′ 27″ N, 9° 45′ 22″ O          | Mehrfamilienwohnhaus | denkmalgeschütztes Gebäude Geschützt nach § 3 (2) Einzeldenkmal NDSchG | 30812262 | Weitere Bilder |
| Südstadt, Engelhardstraße 2 52° 21′ 27″ N, 9° 45′ 22″ O          | Mehrfamilienwohnhaus | denkmalgeschütztes Gebäude Geschützt nach § 3 (2) Einzeldenkmal NDSchG | 30812282 | Weitere Bilder |
| Südstadt, Engelhardstraße 3 52° 21′ 27″ N, 9° 45′ 23″ O          | Mehrfamilienwohnhaus | denkmalgeschütztes Gebäude Geschützt nach § 3 (2) Einzeldenkmal NDSchG | 30812302 | Weitere Bilder |
| Südstadt, Engelhardstraße 4 52° 21′ 27″ N, 9° 45′ 24″ O          | Mehrfamilienwohnhaus | denkmalgeschütztes Gebäude Geschützt nach § 3 (2) Einzeldenkmal NDSchG | 30812322 | Weitere Bilder |
| Südstadt, Engelhardstraße 5 52° 21′ 28″ N, 9° 45′ 25″ O          | Mehrfamilienwohnhaus | denkmalgeschütztes Gebäude Geschützt nach § 3 (2) Einzeldenkmal NDSchG | 30812342 | Weitere Bilder |
| Südstadt, Engelhardstraße 6 52° 21′ 28″ N, 9° 45′ 26″ O          | Mehrfamilienwohnhaus | denkmalgeschütztes Gebäude Geschützt nach § 3 (2) Einzeldenkmal NDSchG | 30812362 | Weitere Bilder |
| Südstadt, Engelhardstraße 7 52° 21′ 28″ N, 9° 45′ 27″ O          | Mehrfamilienwohnhaus | denkmalgeschütztes Gebäude Geschützt nach § 3 (2) Einzeldenkmal NDSchG | 30812382 | Weitere Bilder |
| Südstadt, Friedrich-Silcher-Straße 1 52° 21′ 25″ N, 9° 45′ 23″ O | Mehrfamilienwohnhaus | denkmalgeschütztes Gebäude Geschützt nach § 3 (2) Einzeldenkmal NDSchG | 30812402 |                |
| Südstadt, Friedrich-Silcher-Straße 2 52° 21′ 25″ N, 9° 45′ 25″ O | Mehrfamilienwohnhaus | denkmalgeschütztes Gebäude Geschützt nach § 3 (2) Einzeldenkmal NDSchG | 30812422 |                |
| Südstadt, Friedrich-Silcher-Straße 3 52° 21′ 26″ N, 9° 45′ 23″ O | Mehrfamilienwohnhaus | denkmalgeschütztes Gebäude Geschützt nach § 3 (2) Einzeldenkmal NDSchG | 30812442 |                |
| Südstadt, Friedrich-Silcher-Straße 4 52° 21′ 26″ N, 9° 45′ 24″ O | Mehrfamilienwohnhaus | denkmalgeschütztes Gebäude Geschützt nach § 3 (2) Einzeldenkmal NDSchG | 30812462 |                |
| Südstadt, Friedrich-Silcher-Straße 5 52° 21′ 26″ N, 9° 45′ 23″ O | Mehrfamilienwohnhaus | denkmalgeschütztes Gebäude Geschützt nach § 3 (2) Einzeldenkmal NDSchG | 30812482 |                |
| Südstadt, Friedrich-Silcher-Straße 6 52° 21′ 26″ N, 9° 45′ 24″ O | Mehrfamilienwohnhaus | denkmalgeschütztes Gebäude Geschützt nach § 3 (2) Einzeldenkmal NDSchG | 30812502 |                |
| Südstadt, Mendelssohnstraße 21 52° 21′ 26″ N, 9° 45′ 21″ O       | Mehrfamilienwohnhaus | denkmalgeschütztes Gebäude Geschützt nach § 3 (2) Einzeldenkmal NDSchG | 30812662 |                |
| Südstadt, Mendelssohnstraße 23 52° 21′ 26″ N, 9° 45′ 21″ O       | Mehrfamilienwohnhaus | denkmalgeschütztes Gebäude Geschützt nach § 3 (2) Einzeldenkmal NDSchG | 30812682 | Weitere Bilder |
| Südstadt, Mendelssohnstraße 25 52° 21′ 25″ N, 9° 45′ 21″ O       | Mehrfamilienwohnhaus | denkmalgeschütztes Gebäude Geschützt nach § 3 (2) Einzeldenkmal NDSchG | 30812702 | Weitere Bilder |
| Südstadt, Mendelssohnstraße 27 52° 21′ 25″ N, 9° 45′ 21″ O       | Mehrfamilienwohnhaus | denkmalgeschütztes Gebäude Geschützt nach § 3 (2) Einzeldenkmal NDSchG | 30812722 | Weitere Bilder |
| Südstadt, Mendelssohnstraße 29 52° 21′ 24″ N, 9° 45′ 21″ O       | Mehrfamilienwohnhaus | denkmalgeschütztes Gebäude Geschützt nach § 3 (2) Einzeldenkmal NDSchG | 30812742 | Weitere Bilder |
| Südstadt, Heinrich-Heine-Straße 13 52° 21′ 24″ N, 9° 45′ 21″ O   | Mehrfamilienwohnhaus | denkmalgeschütztes Gebäude Geschützt nach § 3 (2) Einzeldenkmal NDSchG | 30812522 |                |
| Südstadt, Heinrich-Heine-Straße 15 52° 21′ 24″ N, 9° 45′ 22″ O   | Mehrfamilienwohnhaus | denkmalgeschütztes Gebäude Geschützt nach § 3 (2) Einzeldenkmal NDSchG | 30812542 |                |
| Südstadt, Heinrich-Heine-Straße 17 52° 21′ 24″ N, 9° 45′ 23″ O   | Mehrfamilienwohnhaus | denkmalgeschütztes Gebäude Geschützt nach § 3 (2) Einzeldenkmal NDSchG | 30812562 |                |
| Südstadt, Heinrich-Heine-Straße 19 52° 21′ 25″ N, 9° 45′ 24″ O   | Mehrfamilienwohnhaus | denkmalgeschütztes Gebäude Geschützt nach § 3 (2) Einzeldenkmal NDSchG | 30812582 |                |
| Südstadt, Heinrich-Heine-Straße 21 52° 21′ 25″ N, 9° 45′ 25″ O   | Mehrfamilienwohnhaus | denkmalgeschütztes Gebäude Geschützt nach § 3 (2) Einzeldenkmal NDSchG | 30812602 |                |
| Südstadt, Heinrich-Heine-Straße 23 52° 21′ 25″ N, 9° 45′ 26″ O   | Mehrfamilienwohnhaus | denkmalgeschütztes Gebäude Geschützt nach § 3 (2) Einzeldenkmal NDSchG | 30812622 |                |
| Südstadt, Heinrich-Heine-Straße 25 52° 21′ 25″ N, 9° 45′ 27″ O   | Mehrfamilienwohnhaus | denkmalgeschütztes Gebäude Geschützt nach § 3 (2) Einzeldenkmal NDSchG | 30812642 |                |

#### Baudenkmalgruppe Constructa-Block
Die Baudenkmalgruppe Constructa-Block wurde bis 1952 anlässlich der Baumesse Constructa errichtet und ist unter der ID 30593888 im Denkmalatlas des Landes Niedersachsen eingetragen und nach § 3 Abs. 3 S. 1 Niedersächsisches Denkmalschutzgesetz geschützt.

| Lage                                                         | Bezeichnung          | Beschreibung                                                                          | ID       | Bild |
| ------------------------------------------------------------ | -------------------- | ------------------------------------------------------------------------------------- | -------- | ---- |
| Südstadt, Bandelstraße 1 52° 21′ 39″ N, 9° 45′ 2″ O          | Wohn-/Geschäftshaus  | denkmalgeschütztes Wohn-/Geschäftsgebäude Geschützt nach § 3 (2) Einzeldenkmal NDSchG | 30816259 |      |
| Südstadt, Bandelstraße 3 52° 21′ 39″ N, 9° 45′ 2″ O          | Wohn-/Geschäftshaus  | denkmalgeschütztes Wohn-/Geschäftsgebäude Geschützt nach § 3 (2) Einzeldenkmal NDSchG | 30816280 |      |
| Südstadt, Bandelstraße 5 52° 21′ 39″ N, 9° 45′ 3″ O          | Wohn-/Geschäftshaus  | denkmalgeschütztes Wohn-/Geschäftsgebäude Geschützt nach § 3 (2) Einzeldenkmal NDSchG | 30816301 |      |
| Südstadt, Bandelstraße 7 52° 21′ 39″ N, 9° 45′ 3″ O          | Wohn-/Geschäftshaus  | denkmalgeschütztes Wohn-/Geschäftsgebäude Geschützt nach § 3 (2) Einzeldenkmal NDSchG | 30816322 |      |
| Südstadt, Bandelstraße 9 52° 21′ 40″ N, 9° 45′ 5″ O          | Reihenhaus           | denkmalgeschütztes Reihenhaus Geschützt nach § 3 (2) Einzeldenkmal NDSchG             | 30816343 |      |
| Südstadt, Bandelstraße 9A 52° 21′ 40″ N, 9° 45′ 5″ O         | Reihenhaus           | denkmalgeschütztes Reihenhaus Geschützt nach § 3 (2) Einzeldenkmal NDSchG             | 30816364 |      |
| Südstadt, Bandelstraße 9B 52° 21′ 40″ N, 9° 45′ 5″ O         | Reihenhaus           | denkmalgeschütztes Reihenhaus Geschützt nach § 3 (2) Einzeldenkmal NDSchG             | 30816385 |      |
| Südstadt, Bandelstraße 9C 52° 21′ 40″ N, 9° 45′ 5″ O         | Reihenhaus           | denkmalgeschütztes Reihenhaus Geschützt nach § 3 (2) Einzeldenkmal NDSchG             | 30816406 |      |
| Südstadt, Bandelstraße 9D 52° 21′ 41″ N, 9° 45′ 5″ O         | Reihenhaus           | denkmalgeschütztes Reihenhaus Geschützt nach § 3 (2) Einzeldenkmal NDSchG             | 30816427 |      |
| Südstadt, Bandelstraße 9E 52° 21′ 41″ N, 9° 45′ 5″ O         | Reihenhaus           | denkmalgeschütztes Reihenhaus Geschützt nach § 3 (2) Einzeldenkmal NDSchG             | 30816448 |      |
| Südstadt, Bandelstraße 9F 52° 21′ 41″ N, 9° 45′ 5″ O         | Reihenhaus           | denkmalgeschütztes Reihenhaus Geschützt nach § 3 (2) Einzeldenkmal NDSchG             | 30816469 |      |
| Südstadt, Bandelstraße 9G 52° 21′ 41″ N, 9° 45′ 5″ O         | Reihenhaus           | denkmalgeschütztes Reihenhaus Geschützt nach § 3 (2) Einzeldenkmal NDSchG             | 30816490 |      |
| Südstadt, Bandelstraße 9H 52° 21′ 42″ N, 9° 45′ 5″ O         | Reihenhaus           | denkmalgeschütztes Reihenhaus Geschützt nach § 3 (2) Einzeldenkmal NDSchG             | 30816511 |      |
| Südstadt, Bandelstraße 11 52° 21′ 40″ N, 9° 45′ 6″ O         | Wohnhaus             | denkmalgeschütztes Wohngebäude Geschützt nach § 3 (2) Einzeldenkmal NDSchG            | 30816532 |      |
| Südstadt, Bandelstraße 13 52° 21′ 40″ N, 9° 45′ 7″ O         | Reihenhaus           | denkmalgeschütztes Reihenhaus Geschützt nach § 3 (2) Einzeldenkmal NDSchG             | 30816552 |      |
| Südstadt, Bandelstraße 13A 52° 21′ 40″ N, 9° 45′ 7″ O        | Reihenhaus           | denkmalgeschütztes Reihenhaus Geschützt nach § 3 (2) Einzeldenkmal NDSchG             | 30816573 |      |
| Südstadt, Bandelstraße 13B 52° 21′ 41″ N, 9° 45′ 7″ O        | Reihenhaus           | denkmalgeschütztes Reihenhaus Geschützt nach § 3 (2) Einzeldenkmal NDSchG             | 30816594 |      |
| Südstadt, Bandelstraße 13C 52° 21′ 41″ N, 9° 45′ 7″ O        | Reihenhaus           | denkmalgeschütztes Reihenhaus Geschützt nach § 3 (2) Einzeldenkmal NDSchG             | 30816615 |      |
| Südstadt, Bandelstraße 13D 52° 21′ 41″ N, 9° 45′ 7″ O        | Reihenhaus           | denkmalgeschütztes Reihenhaus Geschützt nach § 3 (2) Einzeldenkmal NDSchG             | 30816636 |      |
| Südstadt, Bandelstraße 13E 52° 21′ 41″ N, 9° 45′ 7″ O        | Reihenhaus           | denkmalgeschütztes Reihenhaus Geschützt nach § 3 (2) Einzeldenkmal NDSchG             | 30816657 |      |
| Südstadt, Bandelstraße 13F 52° 21′ 42″ N, 9° 45′ 7″ O        | Reihenhaus           | denkmalgeschütztes Reihenhaus Geschützt nach § 3 (2) Einzeldenkmal NDSchG             | 30816678 |      |
| Südstadt, Bandelstraße 13G 52° 21′ 42″ N, 9° 45′ 7″ O        | Reihenhaus           | denkmalgeschütztes Reihenhaus Geschützt nach § 3 (2) Einzeldenkmal NDSchG             | 30816699 |      |
| Südstadt, Hildesheimer Straße 61 52° 21′ 43″ N, 9° 44′ 59″ O | Geschäftsgebäude     | denkmalgeschütztes Geschäftsgebäude Geschützt nach § 3 (2) Einzeldenkmal NDSchG       | 30816720 |      |
| Südstadt, Hildesheimer Straße 63 52° 21′ 43″ N, 9° 44′ 59″ O | Geschäftsgebäude     | denkmalgeschütztes Geschäftsgebäude Geschützt nach § 3 (2) Einzeldenkmal NDSchG       | 30816741 |      |
| Südstadt, Hildesheimer Straße 65 52° 21′ 42″ N, 9° 44′ 59″ O | Geschäftsgebäude     | denkmalgeschütztes Geschäftsgebäude Geschützt nach § 3 (2) Einzeldenkmal NDSchG       | 30816762 |      |
| Südstadt, Hildesheimer Straße 67 52° 21′ 42″ N, 9° 45′ 0″ O  | Geschäftsgebäude     | denkmalgeschütztes Geschäftsgebäude Geschützt nach § 3 (2) Einzeldenkmal NDSchG       | 30816783 |      |
| Südstadt, Hildesheimer Straße 69 52° 21′ 42″ N, 9° 45′ 0″ O  | Geschäftsgebäude     | denkmalgeschütztes Geschäftsgebäude Geschützt nach § 3 (2) Einzeldenkmal NDSchG       | 30816804 |      |
| Südstadt, Hildesheimer Straße 71 52° 21′ 42″ N, 9° 45′ 0″ O  | Geschäftsgebäude     | denkmalgeschütztes Geschäftsgebäude Geschützt nach § 3 (2) Einzeldenkmal NDSchG       | 30816824 |      |
| Südstadt, Hildesheimer Straße 73 52° 21′ 41″ N, 9° 45′ 1″ O  | Mehrfamilienwohnhaus | denkmalgeschütztes Mehrfamilienwohnhaus Geschützt nach § 3 (2) Einzeldenkmal NDSchG   | 30816845 |      |
| Südstadt, Hildesheimer Straße 75 52° 21′ 40″ N, 9° 45′ 1″ O  | Geschäftsgebäude     | denkmalgeschütztes Geschäftsgebäude Geschützt nach § 3 (2) Einzeldenkmal NDSchG       | 30816867 |      |
| Südstadt, Hildesheimer Straße 77 52° 21′ 39″ N, 9° 45′ 1″ O  | Geschäftsgebäude     | denkmalgeschütztes Geschäftsgebäude Geschützt nach § 3 (2) Einzeldenkmal NDSchG       | 30816888 |      |
| Südstadt, Krausenstraße 2 52° 21′ 43″ N, 9° 45′ 0″ O         | Mehrfamilienwohnhaus | denkmalgeschütztes Wohngebäude Geschützt nach § 3 (2) Einzeldenkmal NDSchG            | 30816909 |      |
| Südstadt, Krausenstraße 2A 52° 21′ 43″ N, 9° 45′ 1″ O        | Mehrfamilienwohnhaus | denkmalgeschütztes Wohngebäude Geschützt nach § 3 (2) Einzeldenkmal NDSchG            | 30816930 |      |
| Südstadt, Krausenstraße 2B 52° 21′ 43″ N, 9° 45′ 1″ O        | Mehrfamilienwohnhaus | denkmalgeschütztes Wohngebäude Geschützt nach § 3 (2) Einzeldenkmal NDSchG            | 30816951 |      |
| Südstadt, Krausenstraße 2C 52° 21′ 42″ N, 9° 45′ 1″ O        | Mehrfamilienwohnhaus | denkmalgeschütztes Wohngebäude Geschützt nach § 3 (2) Einzeldenkmal NDSchG            | 30816972 |      |
| Südstadt, Krausenstraße 4 52° 21′ 44″ N, 9° 45′ 2″ O         | Mehrfamilienwohnhaus | denkmalgeschütztes Wohngebäude Geschützt nach § 3 (2) Einzeldenkmal NDSchG            | 30816993 |      |
| Südstadt, Krausenstraße 4A 52° 21′ 43″ N, 9° 45′ 2″ O        | Mehrfamilienwohnhaus | denkmalgeschütztes Wohngebäude Geschützt nach § 3 (2) Einzeldenkmal NDSchG            | 30817014 |      |
| Südstadt, Krausenstraße 4B 52° 21′ 43″ N, 9° 45′ 3″ O        | Mehrfamilienwohnhaus | denkmalgeschütztes Wohngebäude Geschützt nach § 3 (2) Einzeldenkmal NDSchG            | 30817035 |      |
| Südstadt, Krausenstraße 4C 52° 21′ 43″ N, 9° 45′ 3″ O        | Mehrfamilienwohnhaus | denkmalgeschütztes Wohngebäude Geschützt nach § 3 (2) Einzeldenkmal NDSchG            | 30817056 |      |
| Südstadt, Krausenstraße 6 52° 21′ 45″ N, 9° 45′ 4″ O         | Mehrfamilienwohnhaus | denkmalgeschütztes Wohngebäude Geschützt nach § 3 (2) Einzeldenkmal NDSchG            | 30817077 |      |
| Südstadt, Krausenstraße 6A 52° 21′ 44″ N, 9° 45′ 4″ O        | Mehrfamilienwohnhaus | denkmalgeschütztes Wohngebäude Geschützt nach § 3 (2) Einzeldenkmal NDSchG            | 30817098 |      |
| Südstadt, Krausenstraße 6B 52° 21′ 43″ N, 9° 45′ 5″ O        | Mehrfamilienwohnhaus | denkmalgeschütztes Wohngebäude Geschützt nach § 3 (2) Einzeldenkmal NDSchG            | 30817119 |      |
| Südstadt, Krausenstraße 6C 52° 21′ 43″ N, 9° 45′ 5″ O        | Mehrfamilienwohnhaus | denkmalgeschütztes Wohngebäude Geschützt nach § 3 (2) Einzeldenkmal NDSchG            | 30817140 |      |
| Südstadt, Krausenstraße 8 52° 21′ 45″ N, 9° 45′ 6″ O         | Mehrfamilienwohnhaus | denkmalgeschütztes Wohngebäude Geschützt nach § 3 (2) Einzeldenkmal NDSchG            | 30817161 |      |
| Südstadt, Krausenstraße 8A 52° 21′ 45″ N, 9° 45′ 6″ O        | Mehrfamilienwohnhaus | denkmalgeschütztes Wohngebäude Geschützt nach § 3 (2) Einzeldenkmal NDSchG            | 30817182 |      |
| Südstadt, Krausenstraße 8B 52° 21′ 44″ N, 9° 45′ 6″ O        | Mehrfamilienwohnhaus | denkmalgeschütztes Wohngebäude Geschützt nach § 3 (2) Einzeldenkmal NDSchG            | 30817203 |      |
| Südstadt, Krausenstraße 8C 52° 21′ 44″ N, 9° 45′ 7″ O        | Mehrfamilienwohnhaus | denkmalgeschütztes Wohngebäude Geschützt nach § 3 (2) Einzeldenkmal NDSchG            | 30817224 |      |
| Südstadt, Krausenstraße 8D 52° 21′ 43″ N, 9° 45′ 7″ O        | Mehrfamilienwohnhaus | denkmalgeschütztes Wohngebäude Geschützt nach § 3 (2) Einzeldenkmal NDSchG            | 30817245 |      |

#### Baudenkmalgruppe Wohnhäuser Geibelstraße 14–26
Die Baudenkmalgruppe Wohnhäuser Geibelstraße 14–26 ist unter der ID 38986538 im Denkmalatlas des Landes Niedersachsen eingetragen und nach § 3 (3) Niedersächsisches Denkmalschutzgesetz geschützt.

| Lage                                                  | Bezeichnung          | Beschreibung                                                                    | ID       | Bild |
| ----------------------------------------------------- | -------------------- | ------------------------------------------------------------------------------- | -------- | ---- |
| Südstadt, Geibelstraße 14 52° 21′ 42″ N, 9° 45′ 30″ O | Mehrfamilienwohnhaus | denkmalgeschütztes Mehrfamilienhaus Geschützt nach § 3 (2) Einzeldenkmal NDSchG | 38986713 |      |
| Südstadt, Geibelstraße 16 52° 21′ 41″ N, 9° 45′ 28″ O | Mehrfamilienwohnhaus | denkmalgeschütztes Mehrfamilienhaus Geschützt nach § 3 (2) Einzeldenkmal NDSchG | 38986731 |      |
| Südstadt, Geibelstraße 18 52° 21′ 41″ N, 9° 45′ 27″ O | Mehrfamilienwohnhaus | denkmalgeschütztes Mehrfamilienhaus Geschützt nach § 3 (2) Einzeldenkmal NDSchG | 38986752 |      |
| Südstadt, Geibelstraße 20 52° 21′ 40″ N, 9° 45′ 25″ O | Mehrfamilienwohnhaus | denkmalgeschütztes Mehrfamilienhaus Geschützt nach § 3 (2) Einzeldenkmal NDSchG | 38986771 |      |
| Südstadt, Geibelstraße 22 52° 21′ 40″ N, 9° 45′ 25″ O | Mehrfamilienwohnhaus | denkmalgeschütztes Mehrfamilienhaus Geschützt nach § 3 (2) Einzeldenkmal NDSchG | 38986832 |      |
| Südstadt, Geibelstraße 24 52° 21′ 40″ N, 9° 45′ 24″ O | Mehrfamilienwohnhaus | denkmalgeschütztes Mehrfamilienhaus Geschützt nach § 3 (2) Einzeldenkmal NDSchG | 38986885 |      |
| Südstadt, Geibelstraße 26 52° 21′ 40″ N, 9° 45′ 23″ O | Mehrfamilienwohnhaus | denkmalgeschütztes Mehrfamilienhaus Geschützt nach § 3 (2) Einzeldenkmal NDSchG | 38986902 |      |

#### Baudenkmalgruppe Wohnsiedlung Geibelplatz
Die Baudenkmalgruppe Wohnsiedlung Geibelplatz ist unter der ID 30591202 im Denkmalatlas des Landes Niedersachsen eingetragen und nach § 3 Abs. 3 S. 1 Niedersächsisches Denkmalschutzgesetz geschützt. 
| Lage                                                      | Bezeichnung       | Beschreibung                                                               | ID       | Bild           |
| --------------------------------------------------------- | ----------------- | -------------------------------------------------------------------------- | -------- | -------------- |
| Südstadt, Geibelplatz 52° 21′ 45″ N, 9° 45′ 45″ O         | Geibelplatz       | denkmalgeschützter Platz Geschützt nach § 3 (2) Einzeldenkmal NDSchG       | 30818422 | Weitere Bilder |
| Südstadt, Geibelplatz 1 52° 21′ 46″ N, 9° 45′ 43″ O       | Wohngebäude       | denkmalgeschütztes Wohngebäude Geschützt nach § 3 (2) Einzeldenkmal NDSchG | 30812762 |                |
| Südstadt, Geibelplatz 3 52° 21′ 46″ N, 9° 45′ 45″ O       | Wohngebäude       | denkmalgeschütztes Wohngebäude Geschützt nach § 3 (2) Einzeldenkmal NDSchG | 30812785 |                |
| Südstadt, Geibelplatz 4 52° 21′ 46″ N, 9° 45′ 47″ O       | Wohngebäude       | denkmalgeschütztes Wohngebäude Geschützt nach § 3 (2) Einzeldenkmal NDSchG | 30812806 |                |
| Südstadt, Geibelplatz 5 52° 21′ 45″ N, 9° 45′ 48″ O       | Hochhaus Glückauf | denkmalgeschütztes Wohngebäude Geschützt nach § 3 (2) Einzeldenkmal NDSchG | 30812827 | Weitere Bilder |
| Südstadt, Geibelplatz 6 52° 21′ 45″ N, 9° 45′ 48″ O       | Wohngebäude       | denkmalgeschütztes Wohngebäude Geschützt nach § 3 (2) Einzeldenkmal NDSchG | 30812847 |                |
| Südstadt, Geibelplatz 7 52° 21′ 44″ N, 9° 45′ 48″ O       | Wohngebäude       | denkmalgeschütztes Wohngebäude Geschützt nach § 3 (2) Einzeldenkmal NDSchG | 30812868 |                |
| Südstadt, Geibelplatz 8 52° 21′ 44″ N, 9° 45′ 47″ O       | Wohngebäude       | denkmalgeschütztes Wohngebäude Geschützt nach § 3 (2) Einzeldenkmal NDSchG | 30812889 |                |
| Südstadt, Geibelplatz 9 52° 21′ 44″ N, 9° 45′ 46″ O       | Wohngebäude       | denkmalgeschütztes Wohngebäude Geschützt nach § 3 (2) Einzeldenkmal NDSchG | 30812910 |                |
| Südstadt, Geibelplatz 10 52° 21′ 44″ N, 9° 45′ 46″ O      | Wohngebäude       | denkmalgeschütztes Wohngebäude Geschützt nach § 3 (2) Einzeldenkmal NDSchG | 30812931 |                |
| Südstadt, Uhdestraße 2 52° 21′ 48″ N, 9° 45′ 46″ O        | Wohngebäude       | denkmalgeschütztes Wohnhaus Geschützt nach § 3 (2) Einzeldenkmal NDSchG    | 30814234 |                |
| Südstadt, Uhdestraße 3 52° 21′ 47″ N, 9° 45′ 45″ O        | Wohngebäude       | denkmalgeschütztes Wohnhaus Geschützt nach § 3 (2) Einzeldenkmal NDSchG    | 30814254 |                |
| Südstadt, Uhdestraße 4 52° 21′ 47″ N, 9° 45′ 46″ O        | Wohngebäude       | denkmalgeschütztes Wohnhaus Geschützt nach § 3 (2) Einzeldenkmal NDSchG    | 30814274 |                |
| Südstadt, Uhdestraße 6 52° 21′ 47″ N, 9° 45′ 46″ O        | Wohngebäude       | denkmalgeschütztes Wohnhaus Geschützt nach § 3 (2) Einzeldenkmal NDSchG    | 30814294 |                |
| Südstadt, Spielhagenstraße 15 52° 21′ 49″ N, 9° 45′ 38″ O | Wohngebäude       | denkmalgeschütztes Wohnhaus Geschützt nach § 3 (2) Einzeldenkmal NDSchG    | 30813579 |                |
| Südstadt, Spielhagenstraße 17 52° 21′ 49″ N, 9° 45′ 39″ O | Wohngebäude       | denkmalgeschütztes Wohnhaus Geschützt nach § 3 (2) Einzeldenkmal NDSchG    | 30813600 |                |
| Südstadt, Spielhagenstraße 18 52° 21′ 48″ N, 9° 45′ 46″ O | Wohngebäude       | denkmalgeschütztes Wohnhaus Geschützt nach § 3 (2) Einzeldenkmal NDSchG    | 30814315 |                |
| Südstadt, Redenstraße 9 52° 21′ 50″ N, 9° 45′ 38″ O       | Wohngebäude       | denkmalgeschütztes Wohnhaus Geschützt nach § 3 (2) Einzeldenkmal NDSchG    | 30815464 |                |
| Südstadt, Tiestestraße 19 52° 21′ 50″ N, 9° 45′ 38″ O     | Wohngebäude       | denkmalgeschütztes Wohnhaus Geschützt nach § 3 (2) Einzeldenkmal NDSchG    | 30813669 |                |
| Südstadt, Tiestestraße 20 52° 21′ 51″ N, 9° 45′ 39″ O     | Wohngebäude       | denkmalgeschütztes Wohnhaus Geschützt nach § 3 (2) Einzeldenkmal NDSchG    | 30813690 |                |
| Südstadt, Tiestestraße 21 52° 21′ 49″ N, 9° 45′ 39″ O     | Wohngebäude       | denkmalgeschütztes Wohnhaus Geschützt nach § 3 (2) Einzeldenkmal NDSchG    | 30813711 |                |
| Südstadt, Tiestestraße 22 52° 21′ 51″ N, 9° 45′ 40″ O     | Wohngebäude       | denkmalgeschütztes Wohnhaus Geschützt nach § 3 (2) Einzeldenkmal NDSchG    | 30813732 |                |
| Südstadt, Tiestestraße 23 52° 21′ 48″ N, 9° 45′ 40″ O     | Wohngebäude       | denkmalgeschütztes Wohnhaus Geschützt nach § 3 (2) Einzeldenkmal NDSchG    | 30813753 |                |
| Südstadt, Tiestestraße 24 52° 21′ 50″ N, 9° 45′ 40″ O     | Wohngebäude       | denkmalgeschütztes Wohnhaus Geschützt nach § 3 (2) Einzeldenkmal NDSchG    | 30813774 |                |
| Südstadt, Tiestestraße 25 52° 21′ 47″ N, 9° 45′ 40″ O     | Wohngebäude       | denkmalgeschütztes Wohnhaus Geschützt nach § 3 (2) Einzeldenkmal NDSchG    | 30813795 |                |
| Südstadt, Tiestestraße 26 52° 21′ 50″ N, 9° 45′ 40″ O     | Wohngebäude       | denkmalgeschütztes Wohnhaus Geschützt nach § 3 (2) Einzeldenkmal NDSchG    | 30813816 |                |
| Südstadt, Tiestestraße 27 52° 21′ 47″ N, 9° 45′ 41″ O     | Wohngebäude       | denkmalgeschütztes Wohnhaus Geschützt nach § 3 (2) Einzeldenkmal NDSchG    | 30813837 |                |
| Südstadt, Tiestestraße 28 52° 21′ 49″ N, 9° 45′ 41″ O     | Wohngebäude       | denkmalgeschütztes Wohnhaus Geschützt nach § 3 (2) Einzeldenkmal NDSchG    | 30813858 |                |
| Südstadt, Tiestestraße 29 52° 21′ 46″ N, 9° 45′ 41″ O     | Wohngebäude       | denkmalgeschütztes Wohnhaus Geschützt nach § 3 (2) Einzeldenkmal NDSchG    | 30813879 |                |
| Südstadt, Tiestestraße 30 52° 21′ 48″ N, 9° 45′ 42″ O     | Wohngebäude       | denkmalgeschütztes Wohnhaus Geschützt nach § 3 (2) Einzeldenkmal NDSchG    | 30813900 |                |
| Südstadt, Tiestestraße 31 52° 21′ 46″ N, 9° 45′ 41″ O     | Wohngebäude       | denkmalgeschütztes Wohnhaus Geschützt nach § 3 (2) Einzeldenkmal NDSchG    | 30813921 |                |
| Südstadt, Tiestestraße 32 52° 21′ 47″ N, 9° 45′ 42″ O     | Wohngebäude       | denkmalgeschütztes Wohnhaus Geschützt nach § 3 (2) Einzeldenkmal NDSchG    | 30813942 |                |
| Südstadt, Tiestestraße 33 52° 21′ 43″ N, 9° 45′ 43″ O     | Wohngebäude       | denkmalgeschütztes Wohnhaus Geschützt nach § 3 (2) Einzeldenkmal NDSchG    | 30813963 |                |
| Südstadt, Tiestestraße 34 52° 21′ 47″ N, 9° 45′ 43″ O     | Wohngebäude       | denkmalgeschütztes Wohnhaus Geschützt nach § 3 (2) Einzeldenkmal NDSchG    | 30813984 |                |
| Südstadt, Tiestestraße 35 52° 21′ 42″ N, 9° 45′ 44″ O     | Wohngebäude       | denkmalgeschütztes Wohnhaus Geschützt nach § 3 (2) Einzeldenkmal NDSchG    | 30814005 |                |
| Südstadt, Tiestestraße 36 52° 21′ 43″ N, 9° 45′ 45″ O     | Wohngebäude       | denkmalgeschütztes Wohnhaus Geschützt nach § 3 (2) Einzeldenkmal NDSchG    | 30814025 |                |
| Südstadt, Tiestestraße 37 52° 21′ 42″ N, 9° 45′ 44″ O     | Wohngebäude       | denkmalgeschütztes Wohnhaus Geschützt nach § 3 (2) Einzeldenkmal NDSchG    | 30814046 |                |
| Südstadt, Tiestestraße 38 52° 21′ 43″ N, 9° 45′ 45″ O     | Wohngebäude       | denkmalgeschütztes Wohnhaus Geschützt nach § 3 (2) Einzeldenkmal NDSchG    | 30814067 |                |
| Südstadt, Tiestestraße 39 52° 21′ 41″ N, 9° 45′ 44″ O     | Wohngebäude       | denkmalgeschütztes Wohnhaus Geschützt nach § 3 (2) Einzeldenkmal NDSchG    | 30814088 |                |
| Südstadt, Tiestestraße 40 52° 21′ 42″ N, 9° 45′ 45″ O     | Wohngebäude       | denkmalgeschütztes Wohnhaus Geschützt nach § 3 (2) Einzeldenkmal NDSchG    | 30814109 |                |
| Südstadt, Tiestestraße 41 52° 21′ 40″ N, 9° 45′ 44″ O     | Wohngebäude       | denkmalgeschütztes Wohnhaus Geschützt nach § 3 (2) Einzeldenkmal NDSchG    | 30814130 |                |
| Südstadt, Tiestestraße 42 52° 21′ 41″ N, 9° 45′ 46″ O     | Wohngebäude       | denkmalgeschütztes Wohnhaus Geschützt nach § 3 (2) Einzeldenkmal NDSchG    | 30814151 |                |
| Südstadt, Tiestestraße 43 52° 21′ 40″ N, 9° 45′ 45″ O     | Wohngebäude       | denkmalgeschütztes Wohnhaus Geschützt nach § 3 (2) Einzeldenkmal NDSchG    | 30814172 |                |
| Südstadt, Tiestestraße 44 52° 21′ 40″ N, 9° 45′ 46″ O     | Wohngebäude       | denkmalgeschütztes Wohnhaus Geschützt nach § 3 (2) Einzeldenkmal NDSchG    | 30814192 |                |
| Südstadt, Tiestestraße 46 52° 21′ 40″ N, 9° 45′ 46″ O     | Wohngebäude       | denkmalgeschütztes Wohnhaus Geschützt nach § 3 (2) Einzeldenkmal NDSchG    | 30814213 |                |
| Südstadt, Rüsterburg 4 52° 21′ 42″ N, 9° 45′ 46″ O        | Wohngebäude       | denkmalgeschütztes Wohnhaus Geschützt nach § 3 (2) Einzeldenkmal NDSchG    | 30813539 |                |
| Südstadt, Wredestraße 1 52° 21′ 39″ N, 9° 45′ 47″ O       | Wohngebäude       | denkmalgeschütztes Wohnhaus Geschützt nach § 3 (2) Einzeldenkmal NDSchG    | 30814333 |                |
| Südstadt, Wredestraße 2 52° 21′ 39″ N, 9° 45′ 48″ O       | Wohngebäude       | denkmalgeschütztes Wohnhaus Geschützt nach § 3 (2) Einzeldenkmal NDSchG    | 30814354 |                |
| Südstadt, Jordanstraße 4 52° 21′ 41″ N, 9° 45′ 38″ O      | Wohngebäude       | denkmalgeschütztes Wohnhaus Geschützt nach § 3 (2) Einzeldenkmal NDSchG    | 30813181 |                |
| Südstadt, Jordanstraße 6 52° 21′ 41″ N, 9° 45′ 39″ O      | Wohngebäude       | denkmalgeschütztes Wohnhaus Geschützt nach § 3 (2) Einzeldenkmal NDSchG    | 30813202 |                |
| Südstadt, Jordanstraße 7 52° 21′ 40″ N, 9° 45′ 38″ O      | Wohngebäude       | denkmalgeschütztes Wohnhaus Geschützt nach § 3 (2) Einzeldenkmal NDSchG    | 30813223 |                |
| Südstadt, Jordanstraße 8 52° 21′ 41″ N, 9° 45′ 40″ O      | Wohngebäude       | denkmalgeschütztes Wohnhaus Geschützt nach § 3 (2) Einzeldenkmal NDSchG    | 30813244 |                |
| Südstadt, Jordanstraße 9 52° 21′ 40″ N, 9° 45′ 39″ O      | Wohngebäude       | denkmalgeschütztes Wohnhaus Geschützt nach § 3 (2) Einzeldenkmal NDSchG    | 30813265 |                |
| Südstadt, Jordanstraße 10 52° 21′ 40″ N, 9° 45′ 41″ O     | Wohngebäude       | denkmalgeschütztes Wohnhaus Geschützt nach § 3 (2) Einzeldenkmal NDSchG    | 30813286 |                |
| Südstadt, Jordanstraße 11 52° 21′ 39″ N, 9° 45′ 40″ O     | Wohngebäude       | denkmalgeschütztes Wohnhaus Geschützt nach § 3 (2) Einzeldenkmal NDSchG    | 30813307 |                |
| Südstadt, Jordanstraße 12 52° 21′ 40″ N, 9° 45′ 42″ O     | Wohngebäude       | denkmalgeschütztes Wohnhaus Geschützt nach § 3 (2) Einzeldenkmal NDSchG    | 30813328 |                |
| Südstadt, Jordanstraße 13 52° 21′ 39″ N, 9° 45′ 41″ O     | Wohngebäude       | denkmalgeschütztes Wohnhaus Geschützt nach § 3 (2) Einzeldenkmal NDSchG    | 30813349 |                |
| Südstadt, Jordanstraße 14 52° 21′ 40″ N, 9° 45′ 43″ O     | Wohngebäude       | denkmalgeschütztes Wohnhaus Geschützt nach § 3 (2) Einzeldenkmal NDSchG    | 30813370 |                |
| Südstadt, Jordanstraße 15 52° 21′ 39″ N, 9° 45′ 42″ O     | Wohngebäude       | denkmalgeschütztes Wohnhaus Geschützt nach § 3 (2) Einzeldenkmal NDSchG    | 30813391 |                |
| Südstadt, Jordanstraße 16 52° 21′ 39″ N, 9° 45′ 43″ O     | Wohngebäude       | denkmalgeschütztes Wohnhaus Geschützt nach § 3 (2) Einzeldenkmal NDSchG    | 30813412 |                |
| Südstadt, Jordanstraße 18 52° 21′ 39″ N, 9° 45′ 44″ O     | Wohngebäude       | denkmalgeschütztes Wohnhaus Geschützt nach § 3 (2) Einzeldenkmal NDSchG    | 30813433 |                |
| Südstadt, Jordanstraße 18A 52° 21′ 39″ N, 9° 45′ 45″ O    | Wohngebäude       | denkmalgeschütztes Wohnhaus Geschützt nach § 3 (2) Einzeldenkmal NDSchG    | 30813455 |                |
| Südstadt, Jordanstraße 20 52° 21′ 38″ N, 9° 45′ 48″ O     | Wohngebäude       | denkmalgeschütztes Wohnhaus Geschützt nach § 3 (2) Einzeldenkmal NDSchG    | 30813476 |                |
| Südstadt, Jordanstraße 20A 52° 21′ 38″ N, 9° 45′ 49″ O    | Wohngebäude       | denkmalgeschütztes Wohnhaus Geschützt nach § 3 (2) Einzeldenkmal NDSchG    | 30813497 |                |
| Südstadt, Jordanstraße 20B 52° 21′ 38″ N, 9° 45′ 50″ O    | Wohngebäude       | denkmalgeschütztes Wohnhaus Geschützt nach § 3 (2) Einzeldenkmal NDSchG    | 30813518 |                |

#### Baudenkmalgruppe Heinrich-Heine-Platz 1–3
Die Baudenkmalgruppe Heinrich-Heine-Platz 1–3 ist unter der ID 30591222 im Denkmalatlas des Landes Niedersachsen eingetragen und nach § 3 (3) Niedersächsisches Denkmalschutzgesetz geschützt.

| Lage                                                         | Bezeichnung          | Beschreibung                                                           | ID       | Bild           |
| ------------------------------------------------------------ | -------------------- | ---------------------------------------------------------------------- | -------- | -------------- |
| Südstadt, Heinrich-Heine-Platz 52° 21′ 20″ N, 9° 45′ 15″ O   | Heinrich-Heine-Platz | denkmalgeschützter Platz Geschützt nach § 3 (2) Einzeldenkmal NDSchG   | 30818463 | Weitere Bilder |
| Südstadt, Heinrich-Heine-Platz 1 52° 21′ 20″ N, 9° 45′ 17″ O | Mehrfamilienwohnhaus | denkmalgeschütztes Gebäude Geschützt nach § 3 (2) Einzeldenkmal NDSchG | 30809258 |                |
| Südstadt, Heinrich-Heine-Platz 2 52° 21′ 21″ N, 9° 45′ 17″ O | Mehrfamilienwohnhaus | denkmalgeschütztes Gebäude Geschützt nach § 3 (2) Einzeldenkmal NDSchG | 30809281 |                |
| Südstadt, Heinrich-Heine-Platz 3 52° 21′ 22″ N, 9° 45′ 16″ O | Mehrfamilienwohnhaus | denkmalgeschütztes Gebäude Geschützt nach § 3 (2) Einzeldenkmal NDSchG | 30809302 |                |

#### Baudenkmalgruppe NDR-Gelände Hannover
Die Baudenkmalgruppe NDR-Gelände Hannover ist unter der ID 53350802 im Denkmalatlas des Landes Niedersachsen eingetragen und nach § 3 Abs. 3 S. 1 Niedersächsisches Denkmalschutzgesetz geschützt.

| Lage                                                               | Bezeichnung                  | Beschreibung                                                                      | ID       | Bild           |
| ------------------------------------------------------------------ | ---------------------------- | --------------------------------------------------------------------------------- | -------- | -------------- |
| Südstadt, Rudolf-von-Bennigsen-Ufer 22 52° 21′ 38″ N, 9° 44′ 30″ O | Landesfunkhaus Niedersachsen | denkmalgeschütztes Verwaltungsgebäude Geschützt nach § 3 (2) Einzeldenkmal NDSchG | 30816199 | Weitere Bilder |
| Südstadt, Rudolf-von-Bennigsen-Ufer 22 52° 21′ 40″ N, 9° 44′ 30″ O | Skulptur von Karl Lehmann    | denkmalgeschützte Skulptur Geschützt nach § 3 (2) Einzeldenkmal NDSchG            | 30817685 | BW             |
| Südstadt, Rudolf-von-Bennigsen-Ufer 22 52° 21′ 35″ N, 9° 44′ 33″ O | Vordach                      | denkmalgeschütztes Vordach Geschützt nach § 3 (2) Einzeldenkmal NDSchG            | 46315394 |                |
| Südstadt, Rudolf-von-Bennigsen-Ufer 22 52° 21′ 37″ N, 9° 44′ 34″ O | Sendemast                    | denkmalgeschützter Sendemast Geschützt nach § 3 (2) Einzeldenkmal NDSchG          | 38839512 |                |

#### Baudenkmalgruppe Redenstraße 1 - 12
Die Baudenkmalgruppe Wohnhäuser Redenstraße 1 - 12 ist unter der ID 30591262 im Denkmalatlas des Landes Niedersachsen eingetragen und nach § 3 Abs. 3 S. 1 Niedersächsisches Denkmalschutzgesetz geschützt.

| Lage                                                  | Bezeichnung | Beschreibung                                                            | ID       | Bild |
| ----------------------------------------------------- | ----------- | ----------------------------------------------------------------------- | -------- | ---- |
| Südstadt, Redenstraße 2 52° 21′ 53″ N, 9° 45′ 33″ O   | Wohngebäude | denkmalgeschütztes Wohnhaus Geschützt nach § 3 (2) Einzeldenkmal NDSchG | 30815314 |      |
| Südstadt, Redenstraße 3 52° 21′ 51″ N, 9° 45′ 34″ O   | Wohngebäude | denkmalgeschütztes Wohnhaus Geschützt nach § 3 (2) Einzeldenkmal NDSchG | 30815337 |      |
| Südstadt, Redenstraße 4 52° 21′ 52″ N, 9° 45′ 34″ O   | Wohngebäude | denkmalgeschütztes Wohnhaus Geschützt nach § 3 (2) Einzeldenkmal NDSchG | 30815358 |      |
| Südstadt, Redenstraße 5 52° 21′ 51″ N, 9° 45′ 35″ O   | Wohngebäude | denkmalgeschütztes Wohnhaus Geschützt nach § 3 (2) Einzeldenkmal NDSchG | 30815379 |      |
| Südstadt, Redenstraße 5A 52° 21′ 51″ N, 9° 45′ 36″ O  | Wohngebäude | denkmalgeschütztes Wohnhaus Geschützt nach § 3 (2) Einzeldenkmal NDSchG | 30817308 |      |
| Südstadt, Redenstraße 6 52° 21′ 52″ N, 9° 45′ 35″ O   | Wohngebäude | denkmalgeschütztes Wohnhaus Geschützt nach § 3 (2) Einzeldenkmal NDSchG | 30815401 |      |
| Südstadt, Redenstraße 7 52° 21′ 51″ N, 9° 45′ 37″ O   | Wohngebäude | denkmalgeschütztes Wohnhaus Geschützt nach § 3 (2) Einzeldenkmal NDSchG | 30815422 |      |
| Südstadt, Redenstraße 8 52° 21′ 52″ N, 9° 45′ 35″ O   | Wohngebäude | denkmalgeschütztes Wohnhaus Geschützt nach § 3 (2) Einzeldenkmal NDSchG | 30815443 |      |
| Südstadt, Redenstraße 10 52° 21′ 52″ N, 9° 45′ 36″ O  | Wohngebäude | denkmalgeschütztes Wohnhaus Geschützt nach § 3 (2) Einzeldenkmal NDSchG | 30815485 |      |
| Südstadt, Redenstraße 12 52° 21′ 52″ N, 9° 45′ 37″ O  | Wohngebäude | denkmalgeschütztes Wohnhaus Geschützt nach § 3 (2) Einzeldenkmal NDSchG | 30815506 |      |
| Südstadt, Tiestestraße 15 52° 21′ 52″ N, 9° 45′ 38″ O | Wohngebäude | denkmalgeschütztes Wohnhaus Geschützt nach § 3 (2) Einzeldenkmal NDSchG | 30815527 |      |
| Südstadt, Tiestestraße 17 52° 21′ 52″ N, 9° 45′ 38″ O | Wohngebäude | denkmalgeschütztes Wohnhaus Geschützt nach § 3 (2) Einzeldenkmal NDSchG | 30815548 |      |

#### Baudenkmalgruppe Wohnhäuser Sallstraße
Die Baudenkmalgruppe Wohnhäuser Sallstraße ist unter der ID 30591272 im Denkmalatlas des Landes Niedersachsen eingetragen und nach § 3 Abs. 3 S. 1 Niedersächsisches Denkmalschutzgesetz geschützt.

| Lage                                                   | Bezeichnung            | Beschreibung | ID       | Bild           |
| ------------------------------------------------------ | ---------------------- | --- | -------- | -------------- |
| Südstadt, Jordanstraße 1 52° 21′ 42″ N, 9° 45′ 35″ O   | Wohngebäude            | denkmalgeschütztes Wohnhaus Geschützt nach § 3 (2) Einzeldenkmal NDSchG                                                                          | 30815783 |                |
| Südstadt, Sallstraße 70 52° 21′ 44″ N, 9° 45′ 30″ O    | Wohngebäude            | denkmalgeschütztes Wohnhaus Geschützt nach § 3 (2) Einzeldenkmal NDSchG                                                                          | 30815569 |                |
| Südstadt, Sallstraße 72 52° 21′ 43″ N, 9° 45′ 30″ O    | St. Heinrich           | denkmalgeschütztes Kirchengebäude, erbaut 1928–1929 nach Plänen des Kölner Architekten Eduard Endler Geschützt nach § 3 (2) Einzeldenkmal NDSchG | 30815590 | Weitere Bilder |
| Südstadt, Sallstraße 73 52° 21′ 44″ N, 9° 45′ 33″ O    | Wohngebäude            | denkmalgeschütztes Wohnhaus Geschützt nach § 3 (2) Einzeldenkmal NDSchG                                                                          | 30815610 |                |
| Südstadt, Sallstraße 74 52° 21′ 43″ N, 9° 45′ 31″ O    | Wohngebäude            | denkmalgeschütztes Wohnhaus Geschützt nach § 3 (2) Einzeldenkmal NDSchG                                                                          | 30815631 |                |
| Südstadt, Sallstraße 75 52° 21′ 44″ N, 9° 45′ 33″ O    | Wohngebäude            | denkmalgeschütztes Wohnhaus Geschützt nach § 3 (2) Einzeldenkmal NDSchG                                                                          | 30815650 |                |
| Südstadt, Sallstraße 76 52° 21′ 42″ N, 9° 45′ 31″ O    | Wohngebäude            | denkmalgeschütztes Wohnhaus Geschützt nach § 3 (2) Einzeldenkmal NDSchG                                                                          | 30815671 |                |
| Südstadt, Sallstraße 77 52° 21′ 43″ N, 9° 45′ 34″ O    | Wohngebäude            | denkmalgeschütztes Wohnhaus Geschützt nach § 3 (2) Einzeldenkmal NDSchG                                                                          | 30815694 |                |
| Südstadt, Sallstraße 78 52° 21′ 41″ N, 9° 45′ 33″ O    | Wohngebäude            | denkmalgeschütztes Wohnhaus Geschützt nach § 3 (2) Einzeldenkmal NDSchG                                                                          | 30815717 |                |
| Südstadt, Sallstraße 79 52° 21′ 43″ N, 9° 45′ 34″ O    | Wohngebäude            | denkmalgeschütztes Wohnhaus Geschützt nach § 3 (2) Einzeldenkmal NDSchG                                                                          | 30815739 |                |
| Südstadt, Sallstraße 81 52° 21′ 41″ N, 9° 45′ 35″ O    | Wohngebäude            | denkmalgeschütztes Wohnhaus Geschützt nach § 3 (2) Einzeldenkmal NDSchG                                                                          | 30815762 |                |
| Südstadt, Simrockstrßae 18 52° 21′ 42″ N, 9° 45′ 29″ O | Pfarrhaus St. Heinrich | denkmalgeschütztes Pfarrhaus Geschützt nach § 3 (2) Einzeldenkmal NDSchG                                                                         | 30815804 |                |

#### Baudenkmalgruppe Sallstraße 5, 7 und 11 – Henriettenstiftung
Die Baudenkmalgruppe Baudenkmalgruppe Sallstraße 5,7 und 11 – Henriettenstiftung ist unter der ID 38180510 im Denkmalatlas des Landes Niedersachsen eingetragen und nach § 3 (3) Niedersächsisches Denkmalschutzgesetz geschützt.

| Lage                                               | Bezeichnung                           | Beschreibung                                                                      | ID       | Bild           |
| -------------------------------------------------- | ------------------------------------- | --------------------------------------------------------------------------------- | -------- | -------------- |
| Südstadt, Sallstraße 5 52° 22′ 10″ N, 9° 45′ 14″ O | Verwaltungsgebäude Henriettenstiftung | denkmalgeschütztes Verwaltungsgebäude Geschützt nach § 3 (2) Einzeldenkmal NDSchG | 38180700 | Weitere Bilder |
| Südstadt, Sallstraße 7 52° 22′ 9″ N, 9° 45′ 16″ O  | Pfarrhaus                             | denkmalgeschütztes Gebäude Geschützt nach § 3 (2) Einzeldenkmal NDSchG            | 38181168 |                |
| Südstadt, Sallstraße 9 52° 22′ 8″ N, 9° 45′ 15″ O  | Wohnheim                              | denkmalgeschütztes Wohnheim Geschützt nach § 3 (2) Einzeldenkmal NDSchG           | 30817470 |                |
| Südstadt, Sallstraße 11 52° 22′ 8″ N, 9° 45′ 16″ O | Wohnheim                              | denkmalgeschütztes Wohnheim Geschützt nach § 3 (2) Einzeldenkmal NDSchG           | 30817470 |                |

#### Baudenkmalgruppe Wohnhäuser Spielhagenstraße 2-8
Die Baudenkmalgruppe Wohnhäuser Spielhagenstraße 2-8 ist unter der ID 30591282 im Denkmalatlas des Landes Niedersachsen eingetragen und nach § 3 Abs. 3 S. 1 Niedersächsisches Denkmalschutzgesetz geschützt.

| Lage                                                       | Bezeichnung | Beschreibung                                                            | ID       | Bild |
| ---------------------------------------------------------- | ----------- | ----------------------------------------------------------------------- | -------- | ---- |
| Südstadt, Spielhagenstraße 2 52° 21′ 47″ N, 9° 45′ 34″ O   | Wohngebäude | denkmalgeschütztes Wohnhaus Geschützt nach § 3 (2) Einzeldenkmal NDSchG | 30815825 |      |
| Südstadt, Spielhagenstraße 4 52° 21′ 47″ N, 9° 45′ 35″ O   | Wohngebäude | denkmalgeschütztes Wohnhaus Geschützt nach § 3 (2) Einzeldenkmal NDSchG | 30815846 |      |
| Südstadt, Spielhagenstraße 4A 52° 21′ 47″ N, 9° 45′ 36″ O  | Wohngebäude | denkmalgeschütztes Wohnhaus Geschützt nach § 3 (2) Einzeldenkmal NDSchG | 30815868 |      |
| Südstadt, Spielhagenstraße 6 52° 21′ 47″ N, 9° 45′ 38″ O   | Wohngebäude | denkmalgeschütztes Wohnhaus Geschützt nach § 3 (2) Einzeldenkmal NDSchG | 30815890 |      |
| Südstadt, Wildenbruchstraße 1 52° 21′ 44″ N, 9° 45′ 38″ O  | Wohngebäude | denkmalgeschütztes Wohnhaus Geschützt nach § 3 (2) Einzeldenkmal NDSchG | 30815932 |      |
| Südstadt, Wildenbruchstraße 2 52° 21′ 45″ N, 9° 45′ 39″ O  | Wohngebäude | denkmalgeschütztes Wohnhaus Geschützt nach § 3 (2) Einzeldenkmal NDSchG | 30815952 |      |
| Südstadt, Wildenbruchstraße 3 52° 21′ 45″ N, 9° 45′ 37″ O  | Wohngebäude | denkmalgeschütztes Wohnhaus Geschützt nach § 3 (2) Einzeldenkmal NDSchG | 30815973 |      |
| Südstadt, Wildenbruchstraße 4 52° 21′ 46″ N, 9° 45′ 39″ O  | Wohngebäude | denkmalgeschütztes Wohnhaus Geschützt nach § 3 (2) Einzeldenkmal NDSchG | 30815993 |      |
| Südstadt, Wildenbruchstraße 5 52° 21′ 45″ N, 9° 45′ 37″ O  | Wohngebäude | denkmalgeschütztes Wohnhaus Geschützt nach § 3 (2) Einzeldenkmal NDSchG | 30816014 |      |
| Südstadt, Wildenbruchstraße 6 52° 21′ 46″ N, 9° 45′ 38″ O  | Wohngebäude | denkmalgeschütztes Wohnhaus Geschützt nach § 3 (2) Einzeldenkmal NDSchG | 30816034 |      |
| Südstadt, Wildenbruchstraße 7 52° 21′ 46″ N, 9° 45′ 37″ O  | Wohngebäude | denkmalgeschütztes Wohnhaus Geschützt nach § 3 (2) Einzeldenkmal NDSchG | 30816055 |      |
| Südstadt, Wildenbruchstraße 8 52° 21′ 46″ N, 9° 45′ 38″ O  | Wohngebäude | denkmalgeschütztes Wohnhaus Geschützt nach § 3 (2) Einzeldenkmal NDSchG | 30816075 |      |
| Südstadt, Wildenbruchstraße 9 52° 21′ 46″ N, 9° 45′ 36″ O  | Wohngebäude | denkmalgeschütztes Wohnhaus Geschützt nach § 3 (2) Einzeldenkmal NDSchG | 30816096 |      |
| Südstadt, Wildenbruchstraße 11 52° 21′ 46″ N, 9° 45′ 36″ O | Wohngebäude | denkmalgeschütztes Wohnhaus Geschützt nach § 3 (2) Einzeldenkmal NDSchG | 30816116 |      |

#### Baudenkmalgruppe Stadtbibliothek
Die Baudenkmalgruppe Stadtbibliothek ist unter der ID 30591232 im Denkmalatlas des Landes Niedersachsen eingetragen und nach § 3 Abs. 3 S. 1 Niedersächsisches Denkmalschutzgesetz geschützt.

| Lage                                                        | Bezeichnung              | Beschreibung | ID       | Bild           |
| ----------------------------------------------------------- | ------------------------ | --- | -------- | -------------- |
| Südstadt, Hildesheimer Straße 12 52° 22′ 0″ N, 9° 44′ 40″ O | Stadtbibliothek Hannover | denkmalgeschütztes Bibliotheksgebäude, erbaut 1931 nach Plänen von Karl Elkart im Stil des Backsteinexpressionismus Geschützt nach § 3 (2) Einzeldenkmal NDSchG | 30814623 | Weitere Bilder |
| Südstadt, Maschstraße 19 52° 21′ 59″ N, 9° 44′ 37″ O        | Theatermagazin           | denkmalgeschütztes Wohnhaus Geschützt nach § 3 (2) Einzeldenkmal NDSchG                                                                                         | 30817922 |                |
| Südstadt, Maschstraße 19A 52° 22′ 0″ N, 9° 44′ 40″ O        | Wohngebäude              | denkmalgeschütztes Wohnhaus Geschützt nach § 3 (2) Einzeldenkmal NDSchG                                                                                         | 30817560 |                |

#### Baudenkmalgruppe Stephansplatz
Die Baudenkmalgruppe Stephansplatz ist unter der ID 30591252 im Denkmalatlas des Landes Niedersachsen eingetragen und nach § 3 Abs. 3 S. 1 Niedersächsisches Denkmalschutzgesetz geschützt. Sie wurde nach Plänen von Fritz Höger um 1928, Wiederaufbau 1949, erbaut und ist denkmalgeschützt seit 1987.
| Lage                                                    | Bezeichnung | Beschreibung                                                            | ID       | Bild |
| ------------------------------------------------------- | ----------- | ----------------------------------------------------------------------- | -------- | ---- |
| Südstadt, Oesterleystraße 3 52° 21′ 47″ N, 9° 45′ 17″ O | Wohngebäude | denkmalgeschütztes Wohnhaus Geschützt nach § 3 (2) Einzeldenkmal NDSchG | 30814879 |      |
| Südstadt, Oesterleystraße 4 52° 21′ 46″ N, 9° 45′ 16″ O | Wohngebäude | denkmalgeschütztes Wohnhaus Geschützt nach § 3 (2) Einzeldenkmal NDSchG | 30814899 |      |
| Südstadt, Oesterleystraße 5 52° 21′ 45″ N, 9° 45′ 15″ O | Wohngebäude | denkmalgeschütztes Wohnhaus Geschützt nach § 3 (2) Einzeldenkmal NDSchG | 30814919 |      |
| Südstadt, Oesterleystraße 6 52° 21′ 45″ N, 9° 45′ 15″ O | Wohngebäude | denkmalgeschütztes Wohnhaus Geschützt nach § 3 (2) Einzeldenkmal NDSchG | 30814941 |      |
| Südstadt, Oesterleystraße 7 52° 21′ 45″ N, 9° 45′ 14″ O | Wohngebäude | denkmalgeschütztes Wohnhaus Geschützt nach § 3 (2) Einzeldenkmal NDSchG | 30814962 |      |
| Südstadt, Schlägerstraße 41 52° 21′ 45″ N, 9° 45′ 13″ O | Wohngebäude | denkmalgeschütztes Wohnhaus Geschützt nach § 3 (2) Einzeldenkmal NDSchG | 30814982 |      |
| Südstadt, Stephansplatz 1 52° 21′ 41″ N, 9° 45′ 14″ O   | Wohngebäude | denkmalgeschütztes Wohnhaus Geschützt nach § 3 (2) Einzeldenkmal NDSchG | 30815004 |      |
| Südstadt, Stephansplatz 2 52° 21′ 41″ N, 9° 45′ 14″ O   | Wohngebäude | denkmalgeschütztes Wohnhaus Geschützt nach § 3 (2) Einzeldenkmal NDSchG | 30815027 |      |
| Südstadt, Stephansplatz 2A 52° 21′ 40″ N, 9° 45′ 15″ O  | Wohngebäude | denkmalgeschütztes Wohnhaus Geschützt nach § 3 (2) Einzeldenkmal NDSchG | 30815049 |      |
| Südstadt, Stephansplatz 3 52° 21′ 40″ N, 9° 45′ 15″ O   | Wohngebäude | denkmalgeschütztes Wohnhaus Geschützt nach § 3 (2) Einzeldenkmal NDSchG | 30815072 |      |
| Südstadt, Stephansplatz 4 52° 21′ 39″ N, 9° 45′ 15″ O   | Wohngebäude | denkmalgeschütztes Wohnhaus Geschützt nach § 3 (2) Einzeldenkmal NDSchG | 30815095 |      |
| Südstadt, Stephansplatz 5 52° 21′ 38″ N, 9° 45′ 16″ O   | Wohngebäude | denkmalgeschütztes Wohnhaus Geschützt nach § 3 (2) Einzeldenkmal NDSchG | 30815116 |      |
| Südstadt, Stephansplatz 6 52° 21′ 38″ N, 9° 45′ 16″ O   | Wohngebäude | denkmalgeschütztes Wohnhaus Geschützt nach § 3 (2) Einzeldenkmal NDSchG | 30815137 |      |
| Südstadt, Stephansplatz 7 52° 21′ 39″ N, 9° 45′ 21″ O   | Wohngebäude | denkmalgeschütztes Wohnhaus Geschützt nach § 3 (2) Einzeldenkmal NDSchG | 30815160 |      |
| Südstadt, Stephansplatz 8 52° 21′ 40″ N, 9° 45′ 21″ O   | Wohngebäude | denkmalgeschütztes Wohnhaus Geschützt nach § 3 (2) Einzeldenkmal NDSchG | 30815178 |      |
| Südstadt, Stephansplatz 9 52° 21′ 40″ N, 9° 45′ 20″ O   | Wohngebäude | denkmalgeschütztes Wohnhaus Geschützt nach § 3 (2) Einzeldenkmal NDSchG | 30815198 |      |
| Südstadt, Stephansplatz 10 52° 21′ 41″ N, 9° 45′ 20″ O  | Wohngebäude | denkmalgeschütztes Wohnhaus Geschützt nach § 3 (2) Einzeldenkmal NDSchG | 30815218 |      |
| Südstadt, Stephansplatz 13 52° 21′ 42″ N, 9° 45′ 19″ O  | Wohngebäude | denkmalgeschütztes Wohnhaus Geschützt nach § 3 (2) Einzeldenkmal NDSchG | 30815257 |      |

#### Baudenkmalgruppe Wohnhäuser Stolzestraße 40–50
Die Baudenkmalgruppe Baudenkmalgruppe Wohnhäuser Stolzestraße 40–50 ist unter der ID 30591292 im Denkmalatlas des Landes Niedersachsen eingetragen und nach § 3 (3) Niedersächsisches Denkmalschutzgesetz geschützt.

| Lage                                                  | Bezeichnung | Beschreibung                                                            | ID       | Bild |
| ----------------------------------------------------- | ----------- | ----------------------------------------------------------------------- | -------- | ---- |
| Südstadt, Stolzestraße 40 52° 21′ 57″ N, 9° 45′ 30″ O | Wohnhaus    | denkmalgeschütztes Wohnhaus Geschützt nach § 3 (2) Einzeldenkmal NDSchG | 30809325 |      |
| Südstadt, Stolzestraße 41 52° 21′ 57″ N, 9° 45′ 32″ O | Wohnhaus    | denkmalgeschütztes Wohnhaus Geschützt nach § 3 (2) Einzeldenkmal NDSchG | 30809345 |      |
| Südstadt, Stolzestraße 44 52° 21′ 56″ N, 9° 45′ 29″ O | Wohnhaus    | denkmalgeschütztes Wohnhaus Geschützt nach § 3 (2) Einzeldenkmal NDSchG | 30809385 |      |
| Südstadt, Stolzestraße 46 52° 21′ 56″ N, 9° 45′ 28″ O | Wohnhaus    | denkmalgeschütztes Wohnhaus Geschützt nach § 3 (2) Einzeldenkmal NDSchG | 30809405 |      |
| Südstadt, Stolzestraße 48 52° 21′ 56″ N, 9° 45′ 27″ O | Wohnhaus    | denkmalgeschütztes Wohnhaus Geschützt nach § 3 (2) Einzeldenkmal NDSchG | 30809426 |      |
| Südstadt, Stolzestraße 50 52° 21′ 55″ N, 9° 45′ 27″ O | Wohnhaus    | denkmalgeschütztes Wohnhaus Geschützt nach § 3 (2) Einzeldenkmal NDSchG | 30809447 |      |

### Einzeldenkmale Südstadt
| Lage | Bezeichnung | Beschreibung | ID        | Bild           |
| --- | --- | --- | --------- | -------------- |
| Südstadt, Adelheidstraße 7 52° 21′ 58″ N, 9° 44′ 54″ O                                                                             | Wohnhaus | denkmalgeschütztes Wohnhaus Geschützt nach § 3 (2) Einzeldenkmal NDSchG | 30816136  |                |
| Südstadt, Adelheidstraße 18 52° 21′ 59″ N, 9° 44′ 54″ O                                                                            | Wohnhaus Adelheidstraße 18 | denkmalgeschütztes Wohnhaus Geschützt nach § 3 (2) Einzeldenkmal NDSchG | 30809468  | Weitere Bilder |
| Südstadt, Aegidiendamm 3 52° 22′ 1″ N, 9° 44′ 37″ O                                                                                | Wohngebäude | denkmalgeschütztes Wohnhaus Geschützt nach § 3 (2) Einzeldenkmal NDSchG | 30809490  | Weitere Bilder |
| Altenbekener Damm 52° 21′ 30″ N, 9° 46′ 7″ O                                                                                       | Eisenbahnbrücke | [ 1 ] |           |                |
| Alte Döhrener Straße 96 52° 20′ 57″ N, 9° 45′ 17″ O                                                                                | Stadtfriedhof Engesohde: Eingang, Kapelle, Mauer, Arkaden, Kolumbarium, Grabmäler | |           |                |
| Altenbekener Damm 20 / Heinrich-Heine-Straße 60, 62 52° 21′ 30″ N, 9° 45′ 52″ O                                                    | Heinrich-Heine-Schule | Erbaut 1929–1931 nach Plänen von Karl Elkart. |           |                |
| Altenbekener Damm 26 52° 21′ 25″ N, 9° 45′ 45″ O                                                                                   | Wohnhaus | Im Ensemble mit Heinrich-Heine-Straße 35, 37, 39, 41, 42, 43, 44, 45, 46, 48, 50, 52, 54, Roseggerstraße 3, 4, 5, 6, 7, 8, 9, 10, 11, 12, 13, 14, Lola-Fischel-Straße 15, Stresemannallee 1, 2, 3, 4, 5, 6, 7, 8, 9, 10, 11, 12, 15, 16, 17, 18, 19, 20, 21, 22, 23 |           |                |
| Am Bokemahle 12 52° 22′ 4″ N, 9° 45′ 11″ O                                                                                         | Wohnhaus | [ 1 ] |           |                |
| Heinrich-Heine-Straße 35, 37, 39, 41, 42, 43, 44, 45, 46, 48, 50, 52, 54 52° 21′ 27″ N, 9° 45′ 39″ O                               | | Im Ensemble mit Altenbekener Damm 26, Roseggerstraße 3, 4, 5, 6, 7, 8, 9, 10, 11, 12, 13, 14, Lola-Fischel-Straße 15, Stresemannallee 1, 2, 3, 4, 5, 6, 7, 8, 9, 10, 11, 12, 15, 16, 17, 18, 19, 20, 21, 22, 23                                                     |           |                |
| Roseggerstraße 3, 4, 5, 6, 7, 8, 9, 10, 11, 12, 13, 14 52° 21′ 30″ N, 9° 45′ 37″ O                                                 | | Im Ensemble mit Altenbekener Damm 26, Heinrich-Heine-Straße 35, 37, 39, 41, 42, 43, 44, 45, 46, 48, 50, 52, 54, Lola-Fischel-Straße 15, Stresemannallee 1, 2, 3, 4, 5, 6, 7, 8, 9, 10, 11, 12, 15, 16, 17, 18, 19, 20, 21, 22, 23                                   |           |                |
| Lola-Fischel-Straße 15, ehem. Sohnreystraße 15 52° 21′ 28″ N, 9° 45′ 35″ O                                                         | | Im Ensemble mit Altenbekener Damm 26, Heinrich-Heine-Straße 35, 37, 39, 41, 42, 43, 44, 45, 46, 48, 50, 52, 54, Roseggerstraße 3, 4, 5, 6, 7, 8, 9, 10, 11, 12, 13, 14, Stresemannallee 1, 2, 3, 4, 5, 6, 7, 8, 9, 10, 11, 12, 15, 16, 17, 18, 19, 20, 21, 22, 23   |           |                |
| Stresemannallee 1, 2, 3, 4, 5, 6, 7, 8, 9, 10, 11, 12, 15, 16, 17, 18, 19, 20, 21, 22, 23 52° 21′ 31″ N, 9° 45′ 40″ O              | | Im Ensemble mit Altenbekener Damm 26, Heinrich-Heine-Straße 35, 37, 39, 41, 42, 43, 44, 45, 46, 48, 50, 52, 54, Roseggerstraße 3, 4, 5, 6, 7, 8, 9, 10, 11, 12, 13, 14, Lola-Fischel-Straße 15                                                                      |           |                |
| Bertha-von-Suttner-Platz 1, 1a, 1d, 2, 7, 8, 9, 10, 15, 16, 17, 18, 19, 20, 21, 22, 23, 24, 25, 26, 27 52° 21′ 33″ N, 9° 45′ 31″ O | | Im Ensemble mit An der Questenhorst 10, Jordanstraße 17, Nachtigalstraße 1 und 2, Roseggerstraße 1 und 2, Stüvestraße 10, Wißmannstraße 1 und 2, Karl-Peters-Gedenkstein                                                                                            |           |                |
| Südstadt, Stresemannallee 34 52° 21′ 16″ N, 9° 45′ 52″ O                                                                           | Bugenhagenkirche | denkmalgeschütztes Kirchengebäude Geschützt nach § 3 (2) Einzeldenkmal NDSchG | 41839097  | Weitere Bilder |
| An der Questenhorst 10 52° 21′ 35″ N, 9° 45′ 30″ O                                                                                 | | Im Ensemble mit Bertha-von-Suttner-Platz 1, 1a, 1d, 2, 7, 8, 9, 10, 15, 16, 17, 18, 19, 20, 21, 22, 23, 24, 25, 26, 27, Jordanstraße 17, Nachtigalstraße 1 und 2, Roseggerstraße 1 und 2, Stüvestraße 10, Wißmannstraße 1 und 2, Karl-Peters-Gedenkstein.           |           |                |
| Jordanstraße 17 52° 21′ 38″ N, 9° 45′ 43″ O                                                                                        | | Im Ensemble mit An der Questenhorst 10, Bertha-von-Suttner-Platz 1, 1a, 1d, 2, 7, 8, 9, 10, 15, 16, 17, 18, 19, 20, 21, 22, 23, 24, 25, 26, 27, Nachtigalstraße 1 und 2, Roseggerstraße 1 und 2, Stüvestraße 10, Wißmannstraße 1 und 2, Karl-Peters-Gedenkstein.    |           |                |
| Nachtigalstraße 1 und 2 52° 21′ 33″ N, 9° 45′ 43″ O                                                                                | | Im Ensemble mit An der Questenhorst 10, Jordanstraße 17, Bertha-von-Suttner-Platz 1, 1a, 1d, 2, 7, 8, 9, 10, 15, 16, 17, 18, 19, 20, 21, 22, 23, 24, 25, 26, 27, Roseggerstraße 1 und 2, Stüvestraße 10, Wißmannstraße 1 und 2, Karl-Peters-Gedenkstein.            |           |                |
| Roseggerstraße 1 und 2 52° 21′ 32″ N, 9° 45′ 37″ O                                                                                 | | Im Ensemble mit An der Questenhorst 10, Bertha-von-Suttner-Platz 1, 1a, 1d, 2, 7, 8, 9, 10, 15, 16, 17, 18, 19, 20, 21, 22, 23, 24, 25, 26, 27, Jordanstraße 17, Nachtigalstraße 1 und 2, Stüvestraße 10, Wißmannstraße 1 und 2, Karl-Peters-Gedenkstein.           |           |                |
| Stüvestraße 10 52° 21′ 35″ N, 9° 45′ 29″ O                                                                                         | | Im Ensemble mit An der Questenhorst 10, Bertha-von-Suttner-Platz 1, 1a, 1d, 2, 7, 8, 9, 10, 15, 16, 17, 18, 19, 20, 21, 22, 23, 24, 25, 26, 27, Jordanstraße 17, Nachtigalstraße 1 und 2, Roseggerstraße 1 und 2, Wißmannstraße 1 und 2, Karl-Peters-Gedenkstein.   |           |                |
| Wißmannstraße 1 und 2 52° 21′ 36″ N, 9° 45′ 45″ O                                                                                  | | Im Ensemble mit An der Questenhorst 10, Bertha-von-Suttner-Platz 1, 1a, 1d, 2, 7, 8, 9, 10, 15, 16, 17, 18, 19, 20, 21, 22, 23, 24, 25, 26, 27, Jordanstraße 17, Nachtigalstraße 1 und 2, Roseggerstraße 1 und 2, Stüvestraße 10, Karl-Peters-Gedenkstein.          |           |                |
| 52° 21′ 36″ N, 9° 45′ 40″ O | Karl-Peters-Gedenkstein | Im Ensemble mit An der Questenhorst 10, Bertha-von-Suttner-Platz 1, 1a, 1d, 2, 7, 8, 9, 10, 15, 16, 17, 18, 19, 20, 21, 22, 23, 24, 25, 26, 27, Jordanstraße 17, Nachtigalstraße 1 und 2, Roseggerstraße 1 und 2, Stüvestraße 10, Wißmannstraße 1 und 2.            |           |                |
| Südstadt, Willy-Brandt-Allee 1 52° 22′ 2″ N, 9° 44′ 27″ O                                                                          | NORD/LB-IT, ehem. Siemenshaus | denkmalgeschütztes Verwaltungsgebäude Geschützt nach § 3 (2) Einzeldenkmal NDSchG | 30809572  |                |
| Am Maschpark 5 52° 21′ 56″ N, 9° 44′ 24″ O                                                                                         | Niedersächsisches Landesmuseum Hannover | Erbaut 1897–1901 nach Plänen von Hubert Stier. Den Relieffries Hauptmomente in der Entwicklung der Menschheit schuf Georg Herting gemeinsam mit Karl Gundelach und Georg Küsthardt.                                                                                 |           |                |
| Am Südbahnhof 52° 22′ 7″ N, 9° 45′ 47″ O                                                                                           | Eisenbahnbrücke | [ 1 ] |           |                |
| An der Bismarckschule 52° 21′ 19″ N, 9° 44′ 52″ O                                                                                  | Bismarckschule | Erbaut 1909 bis 1911 im späten Jugendstil nach Plänen von Johann de Jonge. |           |                |
| Südstadt, Bismarckstraße 2 52° 21′ 19″ N, 9° 45′ 59″ O                                                                             | Akademiegebäude Bismarckstraße | denkmalgeschütztes Akademiegebäude, errichtet zwischen 1929 und 1935 nach Plänen von Franz Erich Kassbaum. Geschützt nach § 3 (2) Einzeldenkmal NDSchG | 30809658  | Weitere Bilder |
| Friedrichstraße 2 52° 22′ 4″ N, 9° 44′ 26″ O                                                                                       | Tankstelle | Für den Bau des Verwaltungsgebäudes der Nord/LB wurde die Tankstelle Ende der 1990er Jahre abgerissen und die Friedrichstraße entwidmet. |           |                |
| Friedrichswall 4 52° 22′ 4″ N, 9° 44′ 7″ O                                                                                         | Portal der Garde-du-Corps-Kaserne | Geschaffen 1736 von Johann Paul Heumann am ursprünglichen Standort Königsworther Platz, 1955 vor dem Bauordnungsamt wieder aufgebaut. |           |                |
| Südstadt, Große Barlinge 35 52° 22′ 0″ N, 9° 45′ 12″ O                                                                             | Bethlehemkapelle | denkmalgeschütztes Kirchengebäude Geschützt nach § 3 (2) Einzeldenkmal NDSchG | 30809697  | Weitere Bilder |
| Südstadt, Hartmannstraße 10 52° 21′ 50″ N, 9° 45′ 15″ O                                                                            | Wohnhaus | denkmalgeschütztes Wohnhaus Geschützt nach § 3 (2) Einzeldenkmal NDSchG | 30809718  |                |
| Südstadt, Hartmannstraße 12 52° 21′ 50″ N, 9° 45′ 16″ O                                                                            | Wohnhaus | denkmalgeschütztes Wohnhaus Geschützt nach § 3 (2) Einzeldenkmal NDSchG | 30809737  |                |
| Hildesheimer Straße 52° 20′ 46″ N, 9° 45′ 32″ O                                                                                    | Arthur-Menge-Brunnen | [ 1 ] |           |                |
| Hildesheimer Straße 24 52° 21′ 55″ N, 9° 44′ 46″ O                                                                                 | Wohnhaus | [ 1 ] |           |                |
| Hildesheimer Straße 26 52° 21′ 54″ N, 9° 44′ 47″ O                                                                                 | Wohnhaus | [ 1 ] |           |                |
| Hildesheimer Straße 132 52° 21′ 16″ N, 9° 45′ 16″ O                                                                                | Gilde Brauerei | [ 1 ] |           |                |
| Hildesheimer Straße 194 52° 20′ 49″ N, 9° 45′ 38″ O                                                                                | Döhrener Turm | [ 1 ] |           |                |
| Südstadt, Höltystraße 17 52° 22′ 5″ N, 9° 44′ 45″ O                                                                                | Altes Kreishaus | denkmalgeschütztes Verwaltungsgebäude Geschützt nach § 3 (2) Einzeldenkmal NDSchG | 30809848  | Weitere Bilder |
| Südstadt, Höltystraße 20 52° 22′ 7″ N, 9° 44′ 44″ O                                                                                | Wohnhaus | denkmalgeschütztes Wohnhaus Geschützt nach § 3 (2) Einzeldenkmal NDSchG | 30809868  |                |
| Karl-Thiele-Weg 52° 20′ 40″ N, 9° 44′ 36″ O                                                                                        | Eisenbahnbrücke | [ 1 ] |           |                |
| Südstadt, Kestnerstraße 18 52° 22′ 17″ N, 9° 45′ 21″ O                                                                             | Altes Magazin | denkmalgeschütztes Lagergebäude, heute Theaterhaus Geschützt nach § 3 (2) Einzeldenkmal NDSchG | 30809888  | Weitere Bilder |
| Südstadt, Kestnerstraße 38/39 52° 22′ 17″ N, 9° 45′ 26″ O                                                                          | Grundschule Kestnerstraße | denkmalgeschütztes Schulgebäude Geschützt nach § 3 (2) Einzeldenkmal NDSchG | 30809910  | Weitere Bilder |
| Südstadt, Kestnerstraße 40/42 52° 22′ 19″ N, 9° 45′ 23″ O                                                                          | Fabrikgebäude Edler + Krische, heute Gesundheitszentrum | denkmalgeschütztes Fabrikgebäude Geschützt nach § 3 (2) Einzeldenkmal NDSchG | 30816154  | Weitere Bilder |
| Südstadt, Langensalzastraße 24 52° 21′ 53″ N, 9° 44′ 33″ O                                                                         | Wilhelm-Raabe-Schule | denkmalgeschütztes Schulgebäude, ehemalige Höhere Töchterschule I, erbaut 1907/08 nach Plänen von Carl Wolff und Otto Ruprecht Geschützt nach § 3 (2) Einzeldenkmal NDSchG                                                                                          | 30809931  | Weitere Bilder |
| Südstadt, Lutherstraße 27 52° 21′ 58″ N, 9° 44′ 59″ O                                                                              | Wohnhaus Lutherstraße 27 | denkmalgeschütztes Wohnhaus Geschützt nach § 3 (2) Einzeldenkmal NDSchG | 30809950  |                |
| Mainzer Straße 52° 21′ 24″ N, 9° 46′ 11″ O                                                                                         | Bismarckbahnhof mit Eisenbahnüberführung | [ 1 ] |           |                |
| Heidornstraße 8, 10, 12, 14, 16, 16a, 16b 52° 21′ 49″ N, 9° 45′ 34″ O                                                              | | Im Ensemble mit Spielhagenstraße 1, 3, 5, 7. |           |                |
| Spielhagenstraße 1, 3, 5, 7 52° 21′ 49″ N, 9° 45′ 36″ O                                                                            | | Im Ensemble mit Heidornstraße 8, 10, 12, 14, 16, 16a, 16b. |           |                |
| Südstadt, Maschstraße 16 52° 21′ 58″ N, 9° 44′ 35″ O                                                                               | Turnhalle des Turn-Klubb Hannover | denkmalgeschützte Turnhalle des Turn-Klubb Hannover Geschützt nach § 3 (2) Einzeldenkmal NDSchG | 30809994  | Weitere Bilder |
| 52° 20′ 53″ N, 9° 45′ 3″ O | Maschsee mit Uferanlagen (Nordufer mit Musikpavillon, Stele mit Fackelträger, Fisch mit Putto, Menschenpaar am Rudolf-von-Bennigsen-Ufer, Löwenbastion, Strandbadanlagen am Südufer, Pumpwerk am Westufer (Karl-Thiele-Weg 35), Leineverlauf Westufer, Bootshaus am Westufer, Seufzerallee) | [ 1 ] |           |                |
| Marienstraße 52° 22′ 13″ N, 9° 45′ 39″ O                                                                                           | Eisenbahnbrücke mit Bedürfnisanstalt | [ 1 ] |           |                |
| Maschstraße 25 52° 21′ 55″ N, 9° 44′ 40″ O                                                                                         | Verwaltungsbau | [ 1 ] |           | Weitere Bilder |
| Südstadt, Meterstraße 39 52° 21′ 41″ N, 9° 44′ 48″ O                                                                               | Pauluskirche | denkmalgeschütztes Kirchengebäude Geschützt nach § 3 (2) Einzeldenkmal NDSchG | 138453391 | Weitere Bilder |
| Südstadt, Krausenstraße 10A, B; Schlägerstraße 36A, B, C, D 52° 21′ 45″ N, 9° 45′ 9″ O                                             | Wohnprojekt Südstadtschule, ehemalige Sehbehindertenschule | Erbaut in den 1950er Jahren nach Plänen von Friedrich Lindau mit einem Wandrelief von Kurt Sohns, denkmalgeschützt seit 1990. 2010 bis 2011 wurde das Objekt in 17 Eigentumswohnungen umgewandelt. Geschützt nach § 3 (2) Einzeldenkmal NDSchG                      | 30817282  |                |
| Südstadt, Sallstraße 52° 21′ 57″ N, 9° 45′ 21″ O                                                                                   | Struckmeier-Brunnen | denkmalgeschützter Zierbrunnen Geschützt nach § 3 (2) Einzeldenkmal NDSchG | 30810074  | Weitere Bilder |
| Südstadt, Sallstraße 55 52° 21′ 51″ N, 9° 45′ 29″ O                                                                                | Nazarethkirche | denkmalgeschütztes Kirchengebäude Geschützt nach § 3 (2) Einzeldenkmal NDSchG | 30810094  | Weitere Bilder |
| Südstadt, Sextrostraße 1 52° 21′ 49″ N, 9° 44′ 50″ O                                                                               | Dat gröne Hus | denkmalgeschütztes Wohnhaus, 1899 nach Plänen von Karl Börgemann erbaut Geschützt nach § 3 (2) Einzeldenkmal NDSchG | 30810113  |                |
| Südstadt, Siemensstraße 10 52° 21′ 22″ N, 9° 45′ 0″ O                                                                              | Landesarbeitsgericht Niedersachsen | denkmalgeschütztes Gerichtsgebäude, heute Nutzung durch die iu - Internationale Hochschule Geschützt nach § 3 (2) Einzeldenkmal NDSchG | 30810132  | Weitere Bilder |
| Südstadt, Weinstraße 5 52° 21′ 59″ N, 9° 44′ 53″ O                                                                                 | Petrikapelle | denkmalgeschützte Kapelle Geschützt nach § 3 (2) Einzeldenkmal NDSchG | 30810152  | Weitere Bilder |
| 52° 21′ 49″ N, 9° 44′ 1″ O | Schulgebäude des Ratsgymnasiums (heute International School Hannover Region) | Erbaut 1952 bis 1954 nach Plänen von Werner Dierschke und A. Bätjer-Kiene, seit 1990 denkmalgeschützt. |           |                |